# Liste der Kulturdenkmale der Lübecker Altstadt
Die Liste der Kulturdenkmale in der Lübecker Altstadt umfasst Kulturdenkmale im Stadtteil Altstadt der Hansestadt Lübeck (Gemarkung Lübeck, Innere Stadt) (Stand: 7. November 2024).
Die Hansestadt Lübeck hatte lange kein digitales, öffentlich zugängliches Verzeichnis ihrer Kulturdenkmale. Die Aufstellung öffentlicher Denkmallisten in Schleswig-Holstein wurde erst durch die Neufassung des Denkmalschutzgesetzes vom 30. Dezember 2014 vorgeschrieben. Öffentliche Denkmallisten lagen zunächst seit 2016 nur für die Baudenkmale der Bezirke Innenstadt und Travemünde sowie für archäologische Kulturdenkmale und Grabungsschutzgebiete vor; erst 2019 wurde eine Denkmalliste der Gesamtstadt nach Adresse veröffentlicht.

## Sakralbauten

### Lübecker Dom
Siehe Hauptartikel: Lübecker Dom mit Ausstattung und den Resten des Klostergebäudes an der Südseite

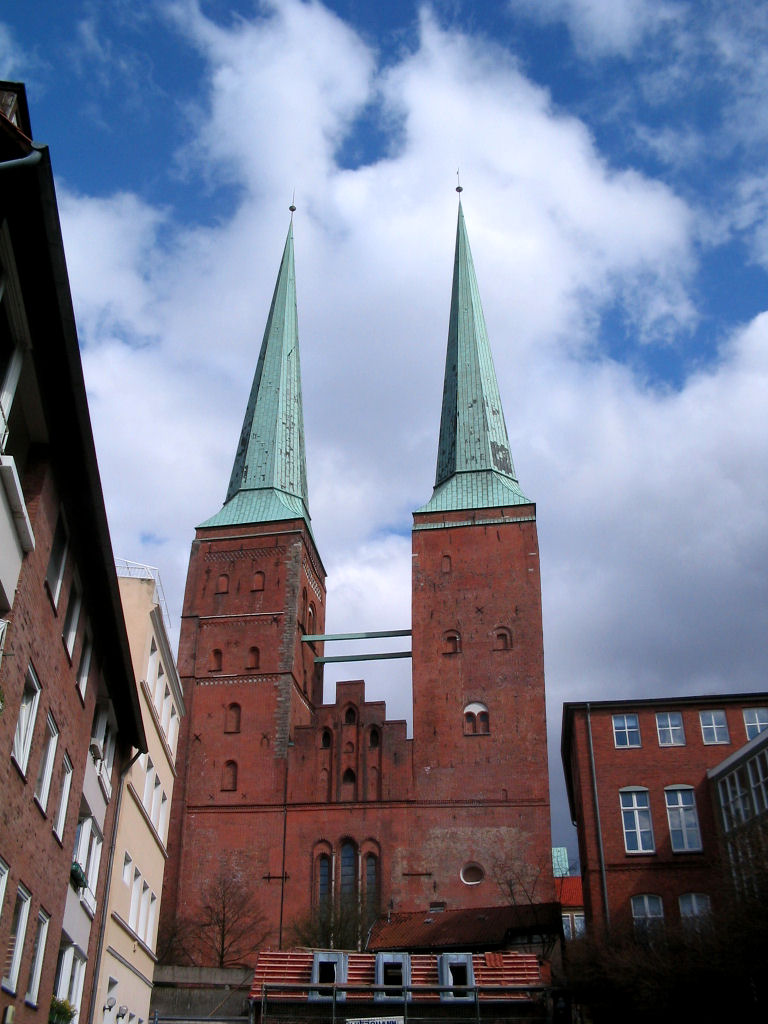
Türme von Westen
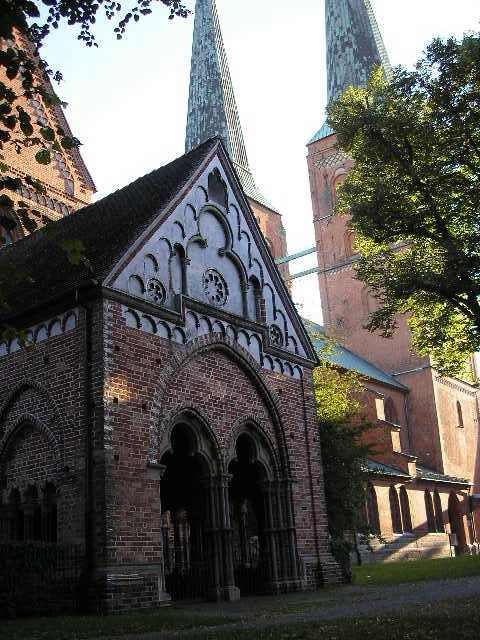
Dom, Nordseite mit Paradies
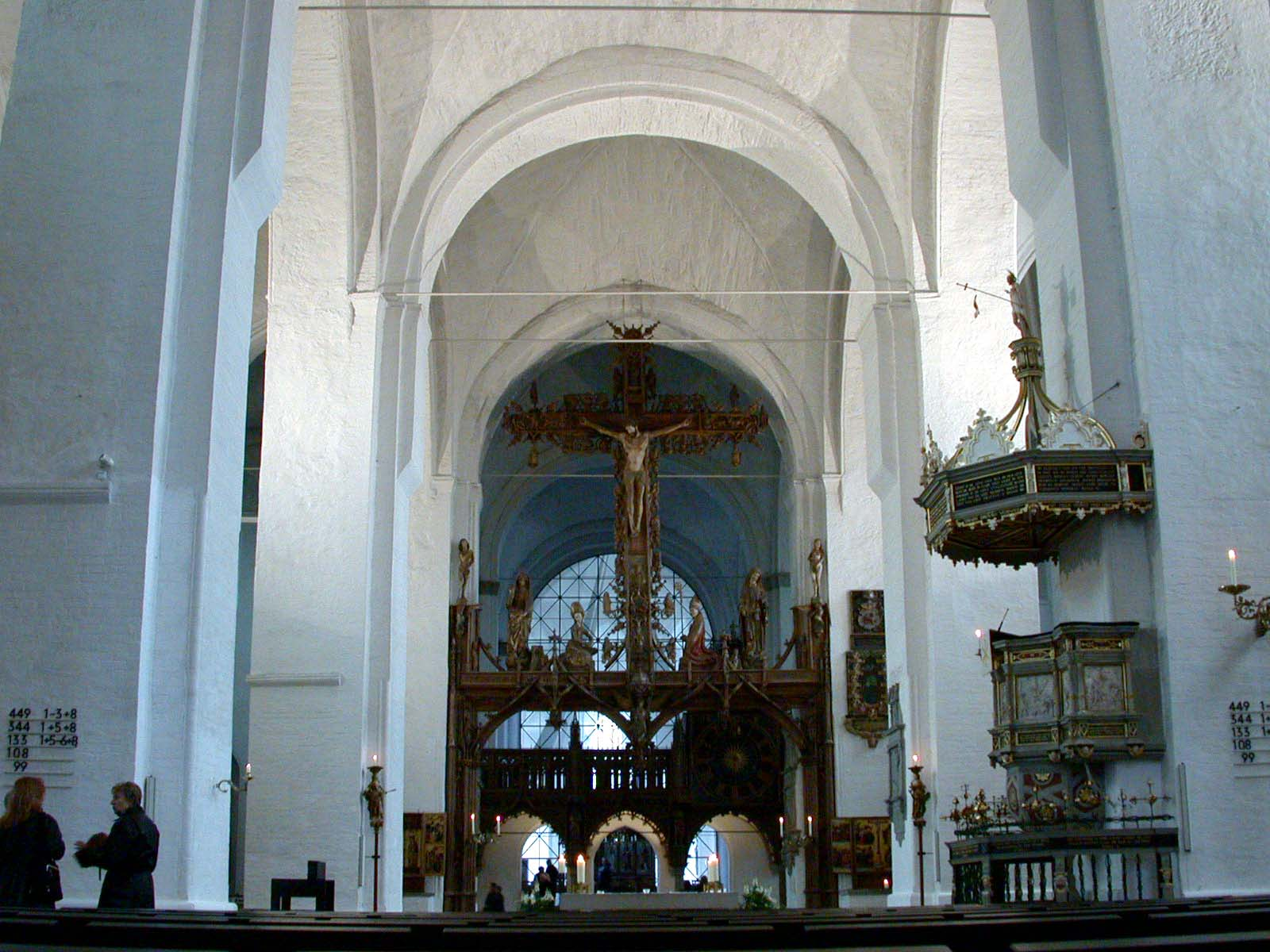
Dom, Innenansicht
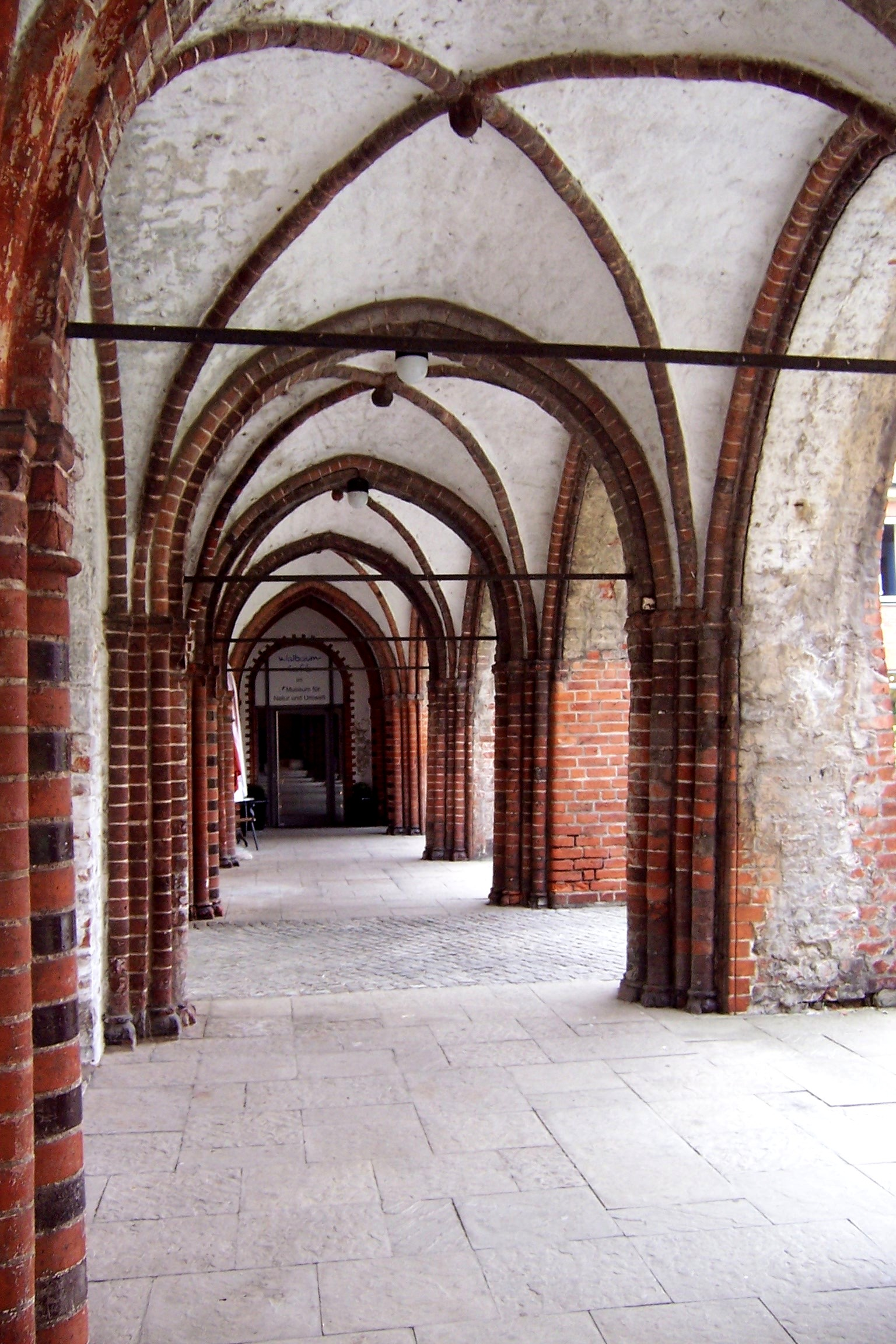
Kreuzgang des ehem. Klosters an der Südseite des Doms

### Marienkirche
Siehe Hauptartikel: Lübecker Marienkirche mit Ausstattung und Wehde in der Mengstraße 8 sowie dem Marienwerkhaus am Marienkirchhof

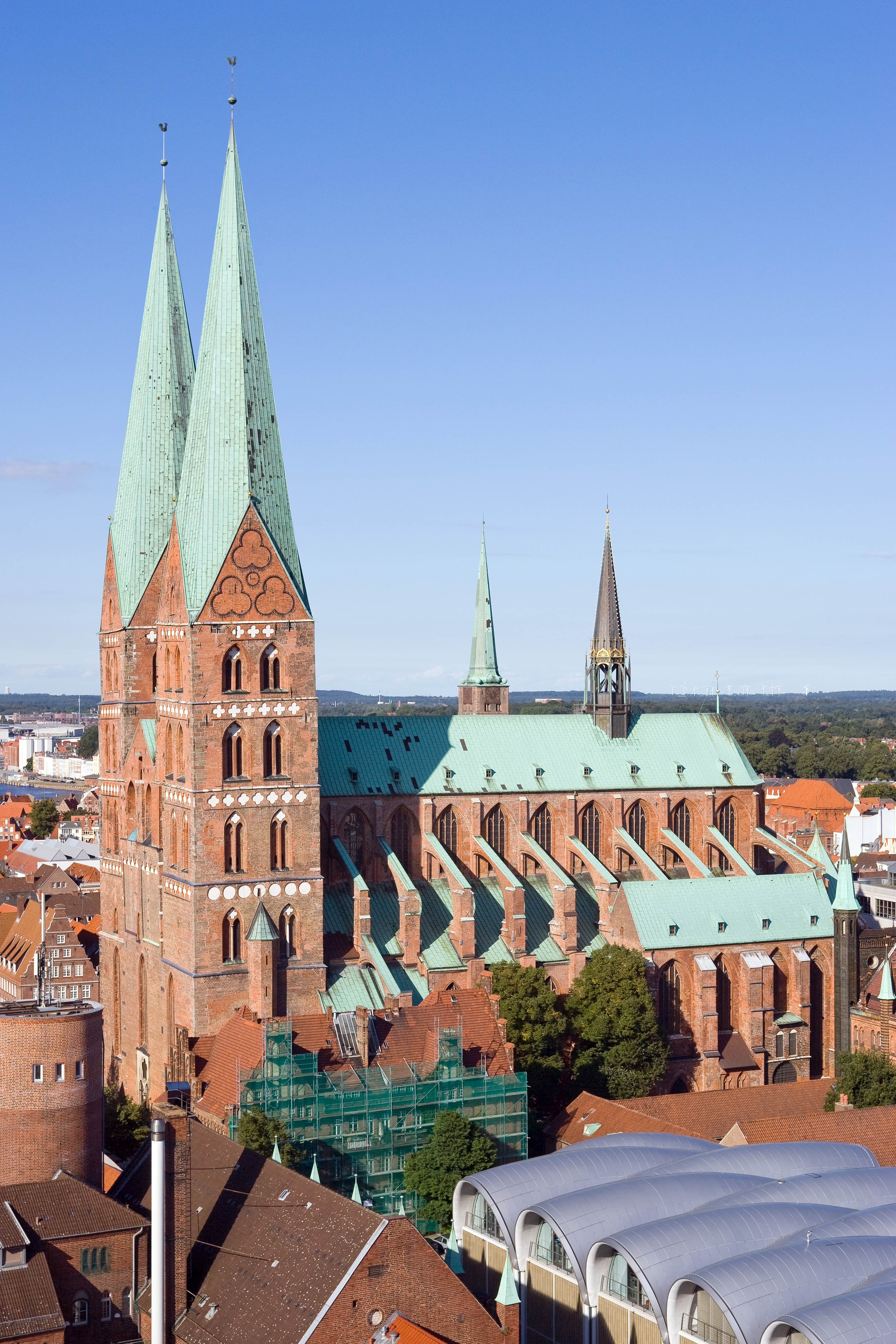
Marienkirche von Südwesten
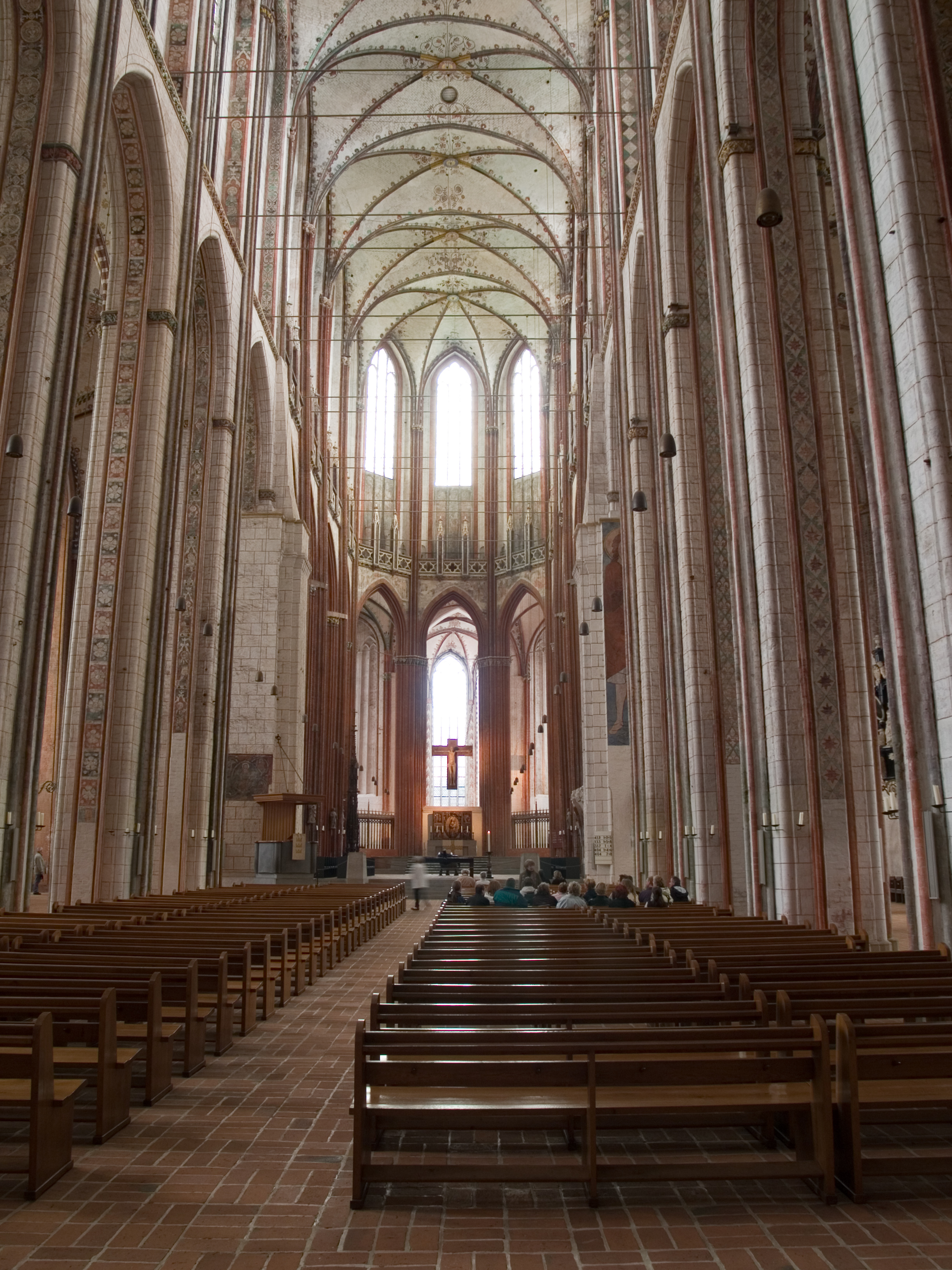
Innenansicht
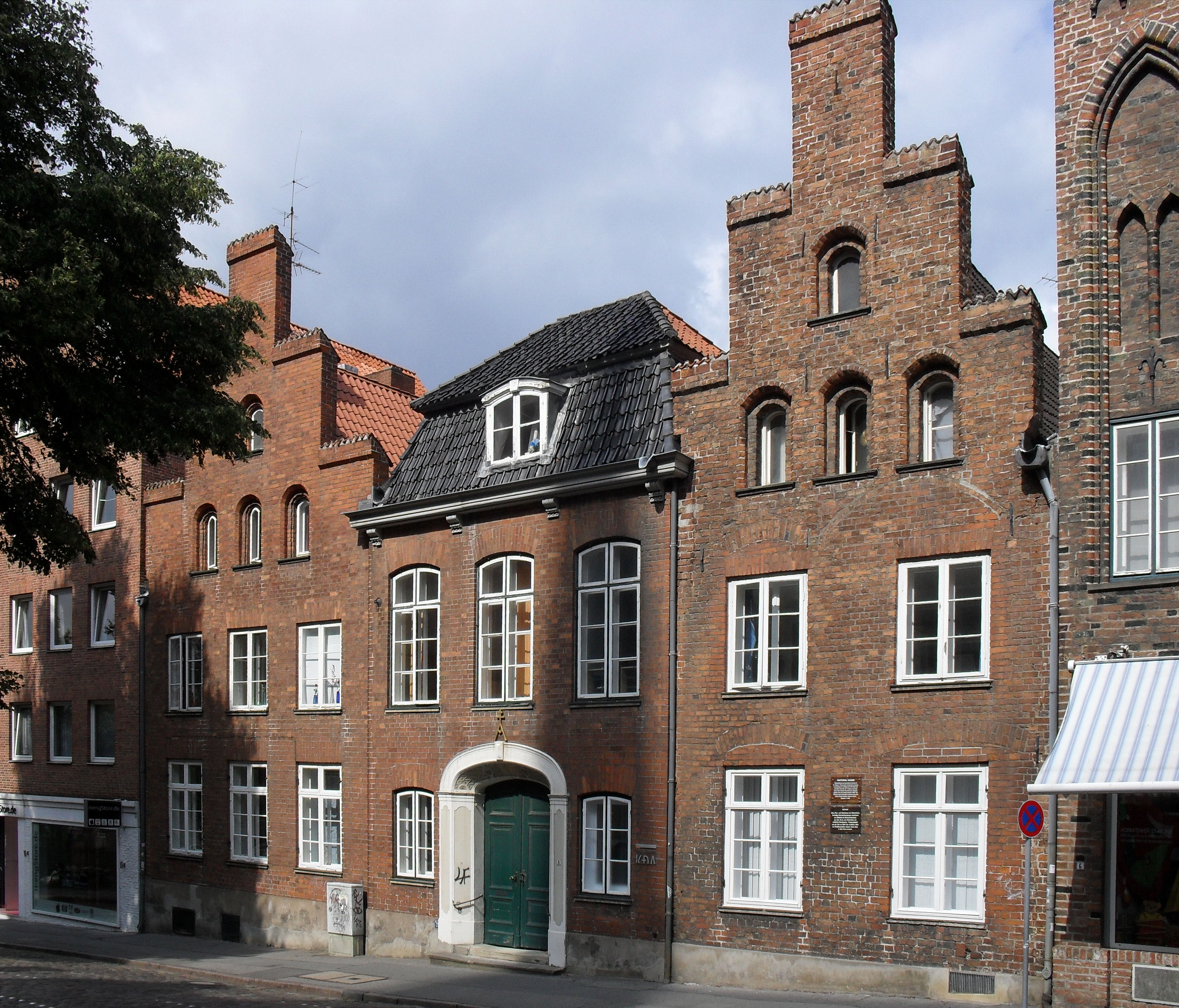
Wehde
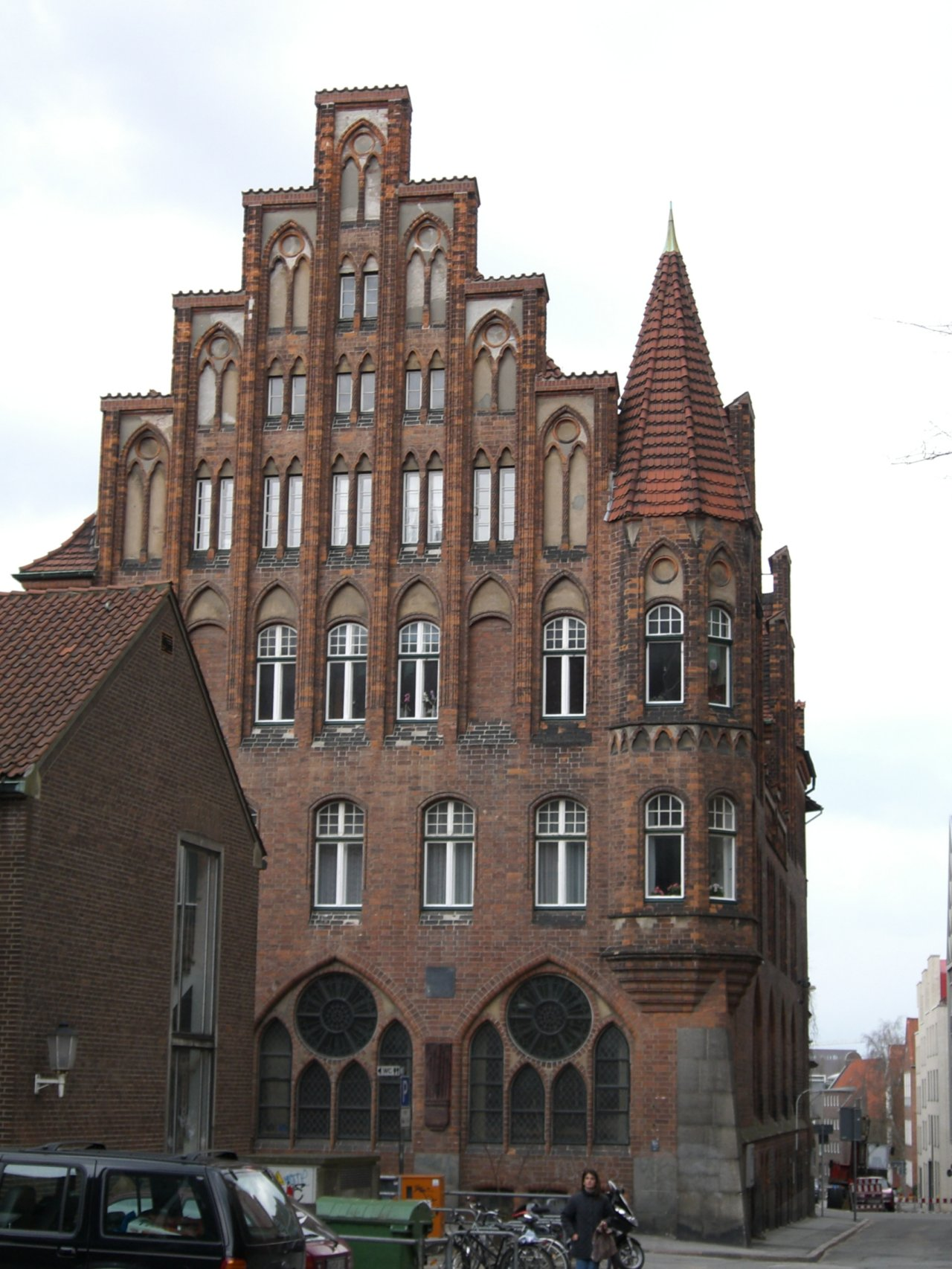
Marienwerkhaus

### Petrikirche
Siehe Hauptartikel: Petrikirche mit fragmentarischen Resten der Ausstattung

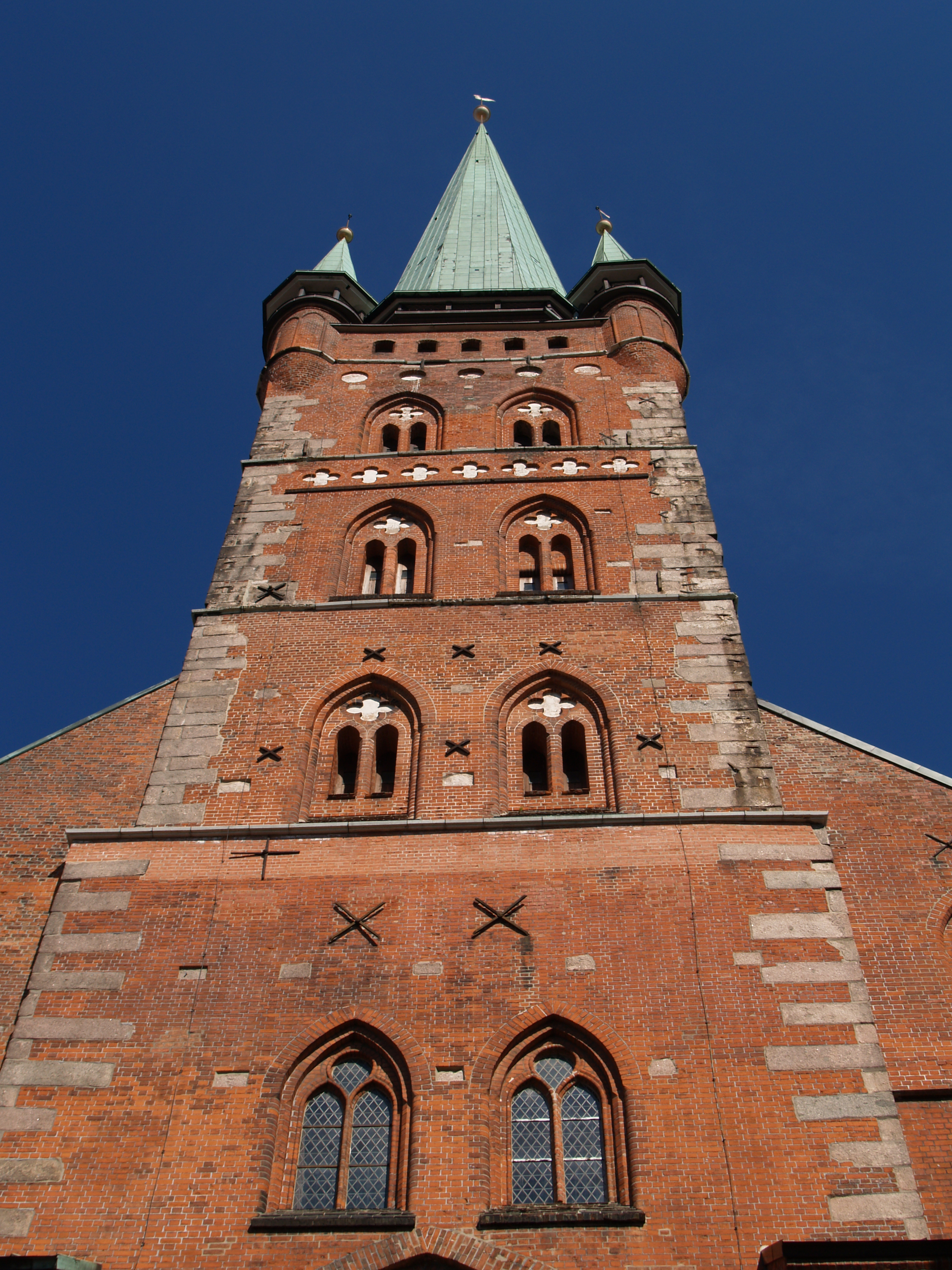
Kirchturm
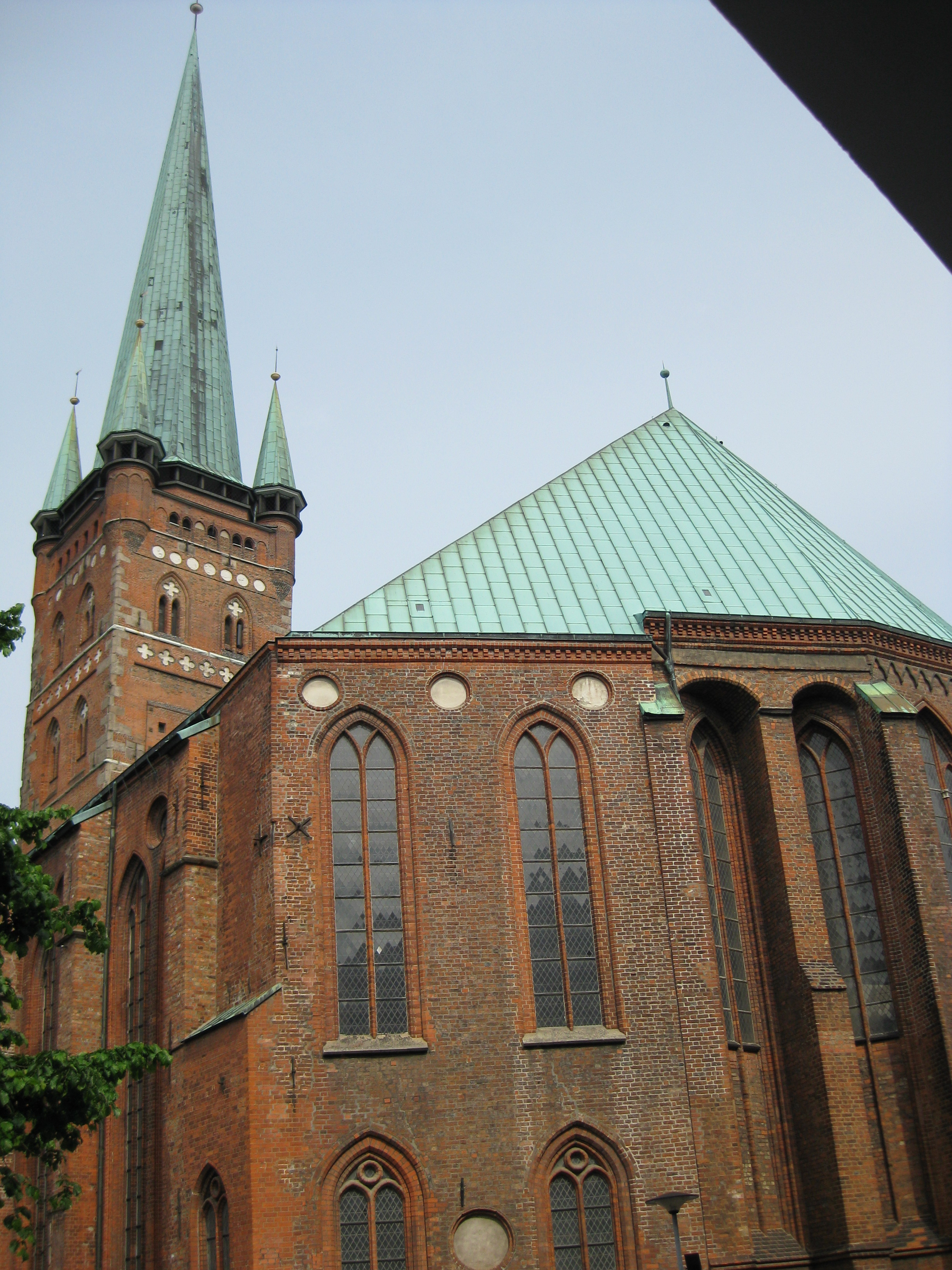
Chor
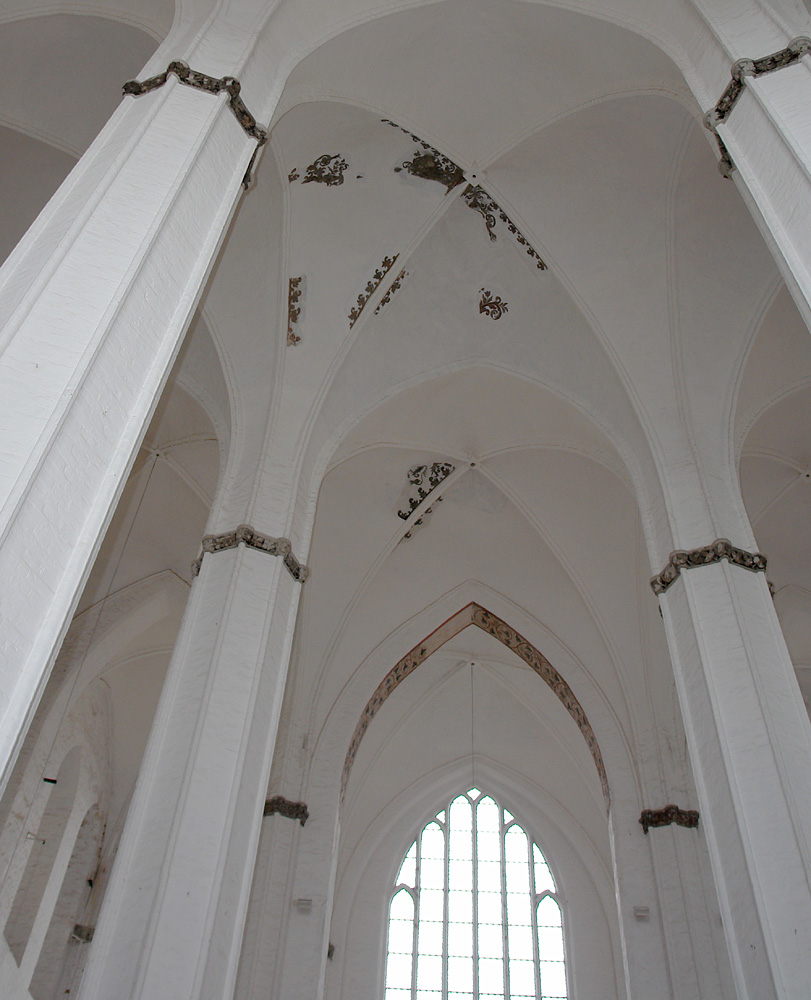
Innenansicht
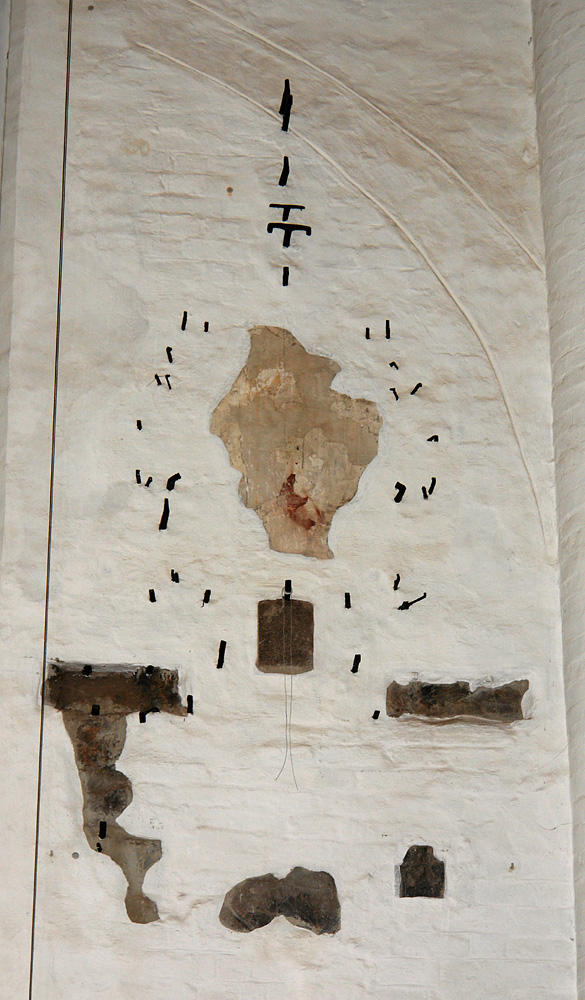
Ausstattungsrest eines Epitaphs

### Jakobikirche
Siehe Hauptartikel: Jakobikirche mit Ausstattung und
den Pastorenhäusern am Jakobikirchhof sowie dem Predigerwohnhaus, Königstraße 2

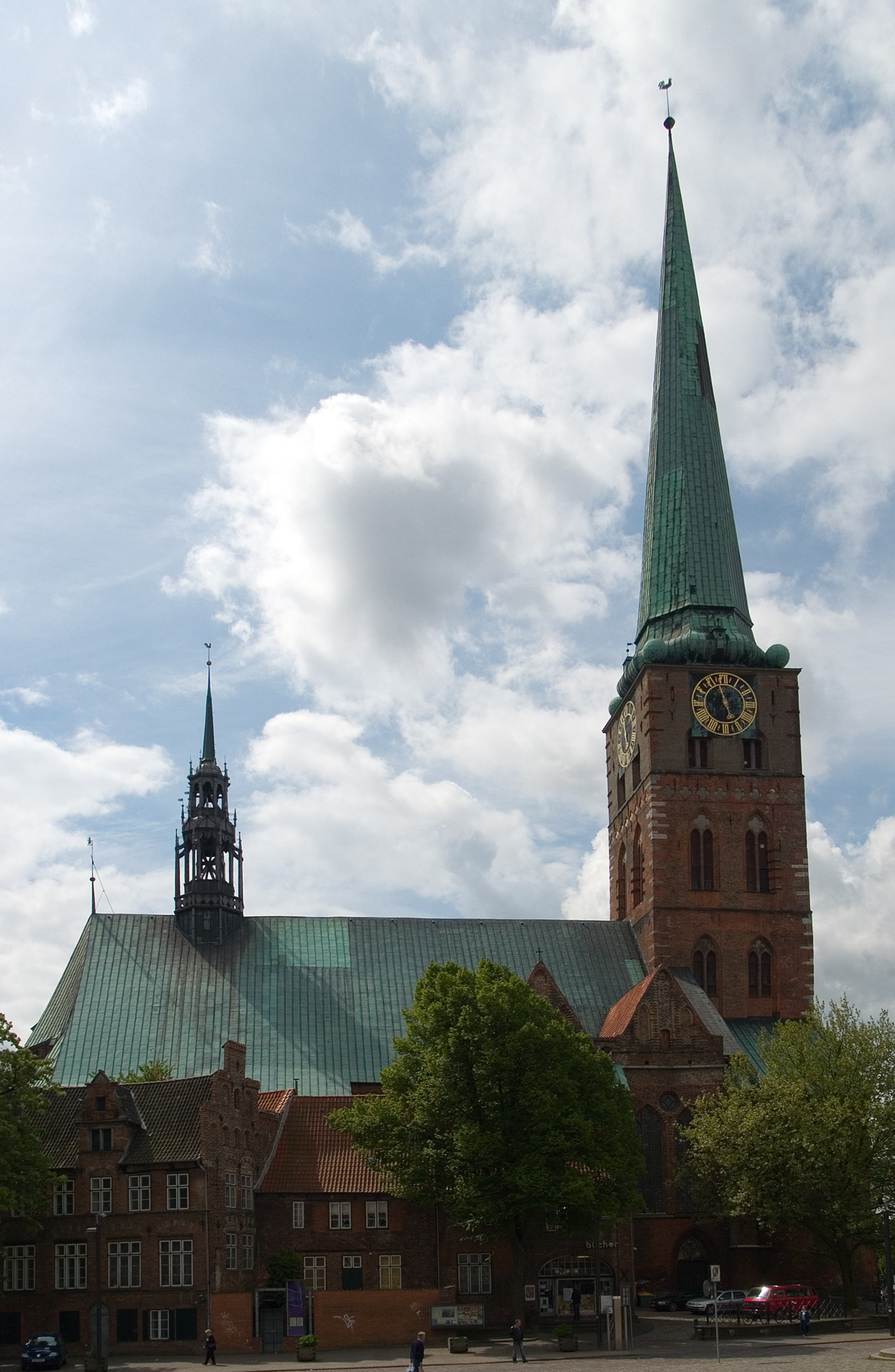
Nordseite mit Pastorenhäusern
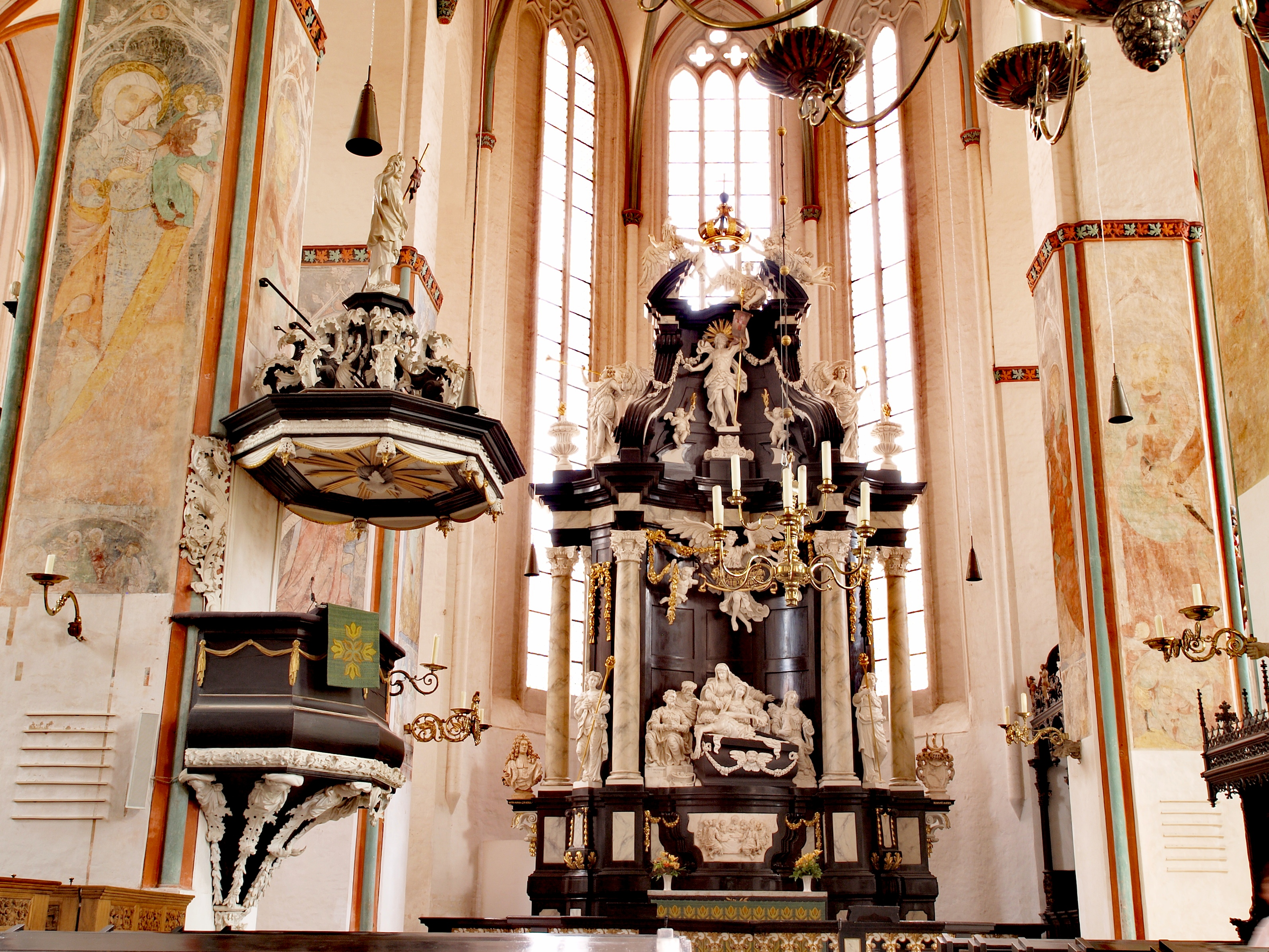
Innenansicht mit Kanzel und Hauptaltar
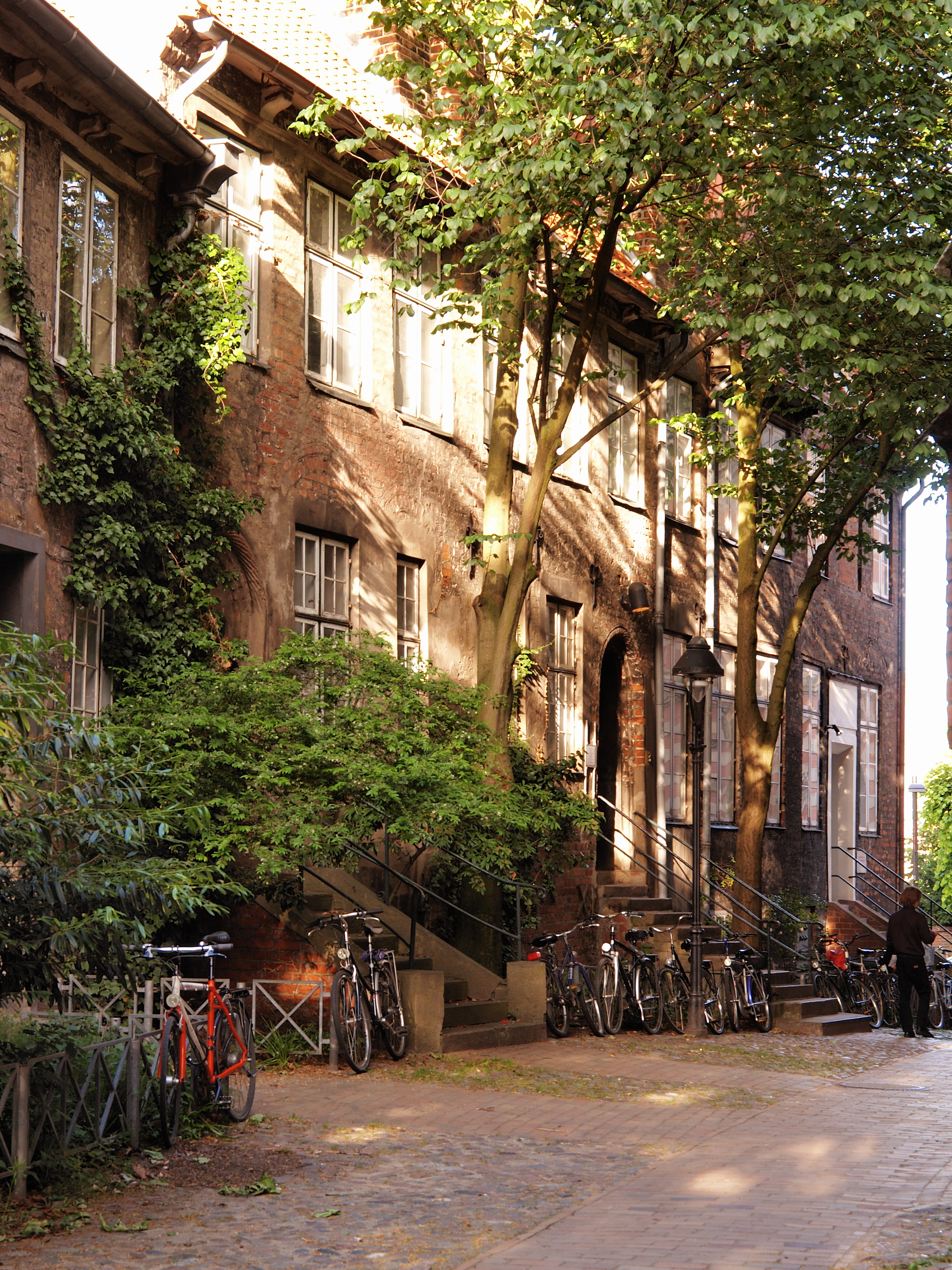
Südseite der Pastorenhäuser
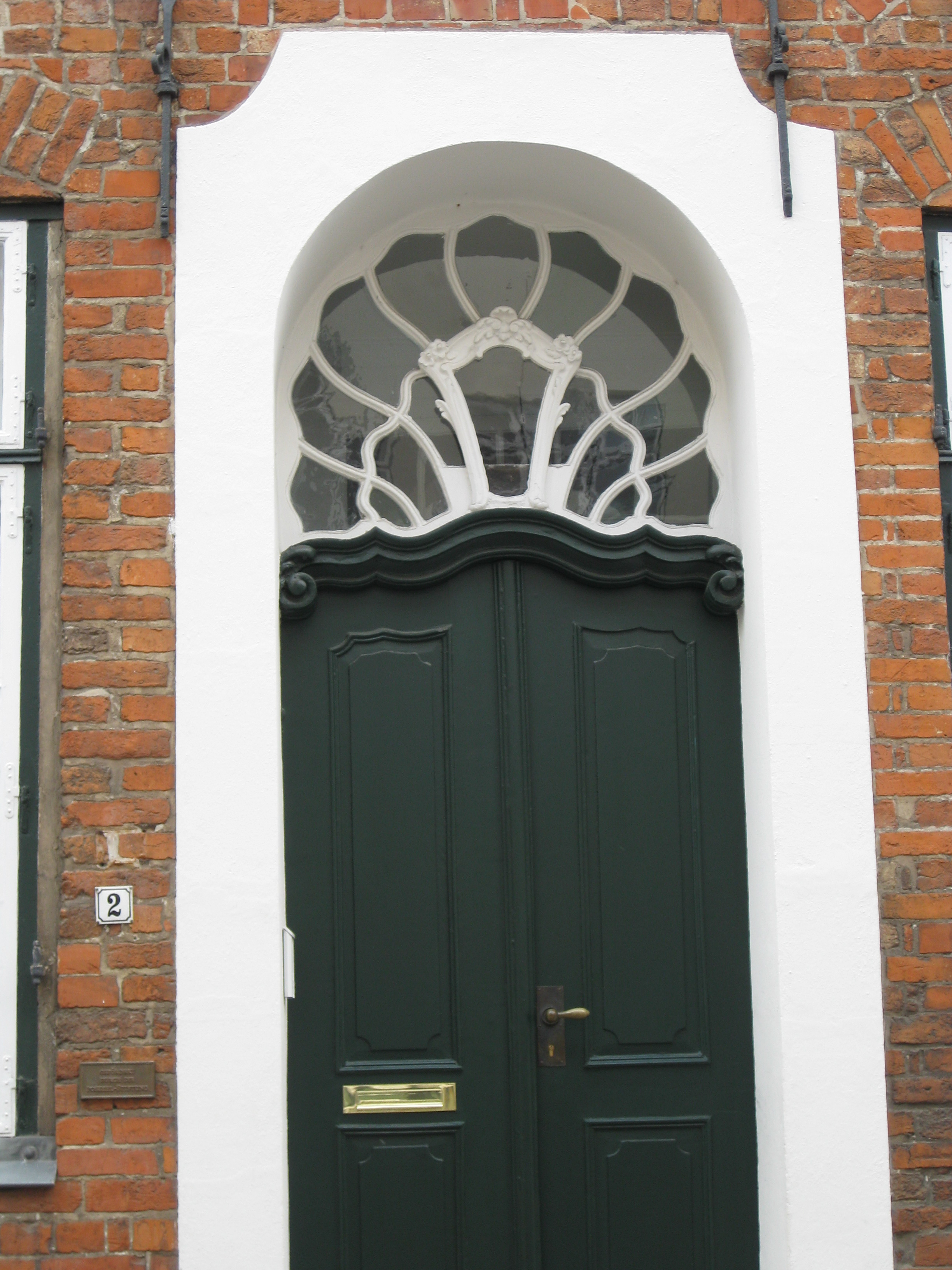
Portal des Predigerwohnhauses

### Aegidienkirche
Siehe Hauptartikel: Aegidienkirche mit Ausstattung und dem Pastorenhaus, Aegidienstraße 77, dem Predigerwohnhaus, Aegidienstraße 75 und dem ehem. Werkmeisterwohnhaus, Aegidienkirchhof 1–3

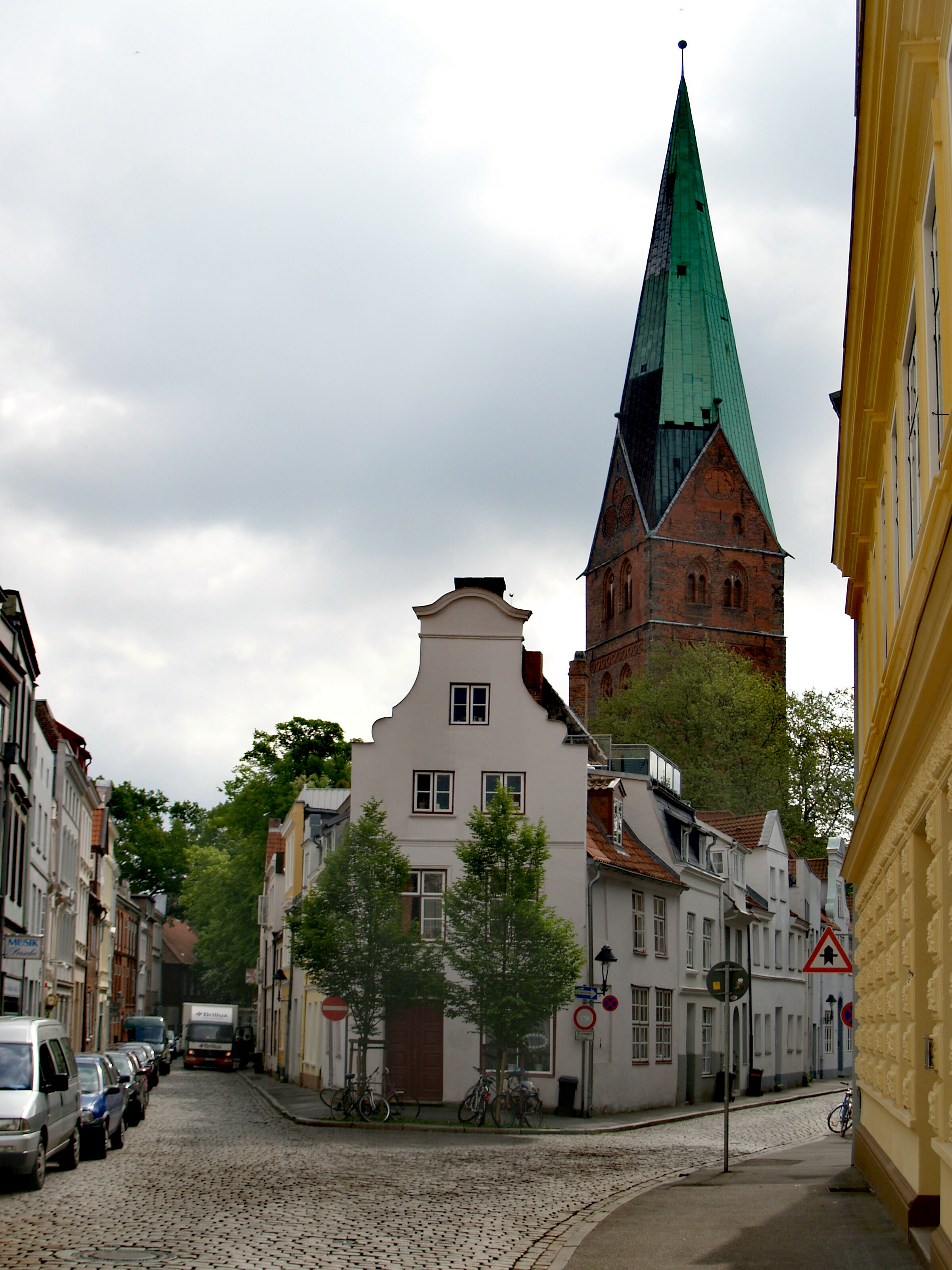
Ansicht von Westen
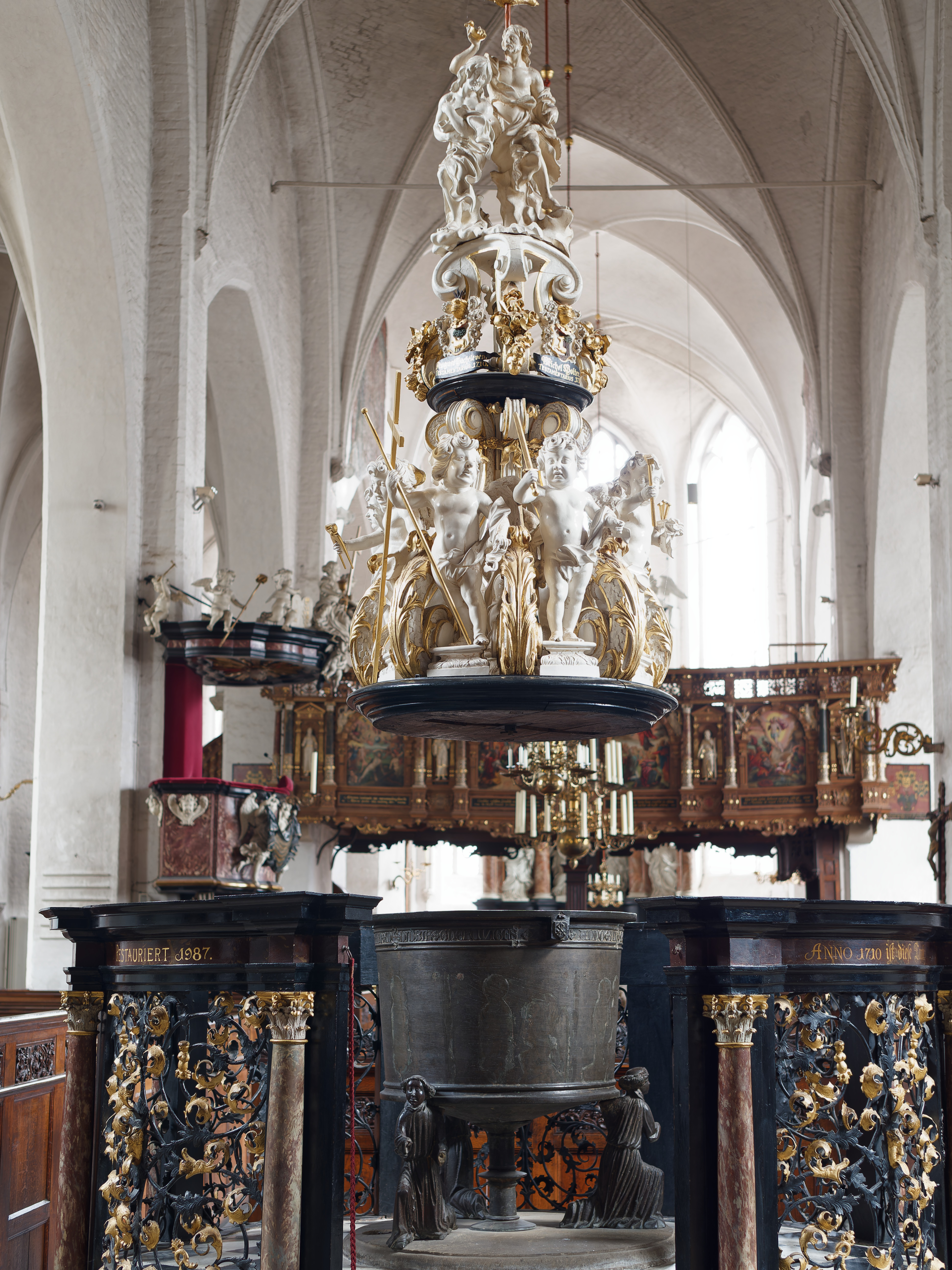
Innenansicht nach Osten
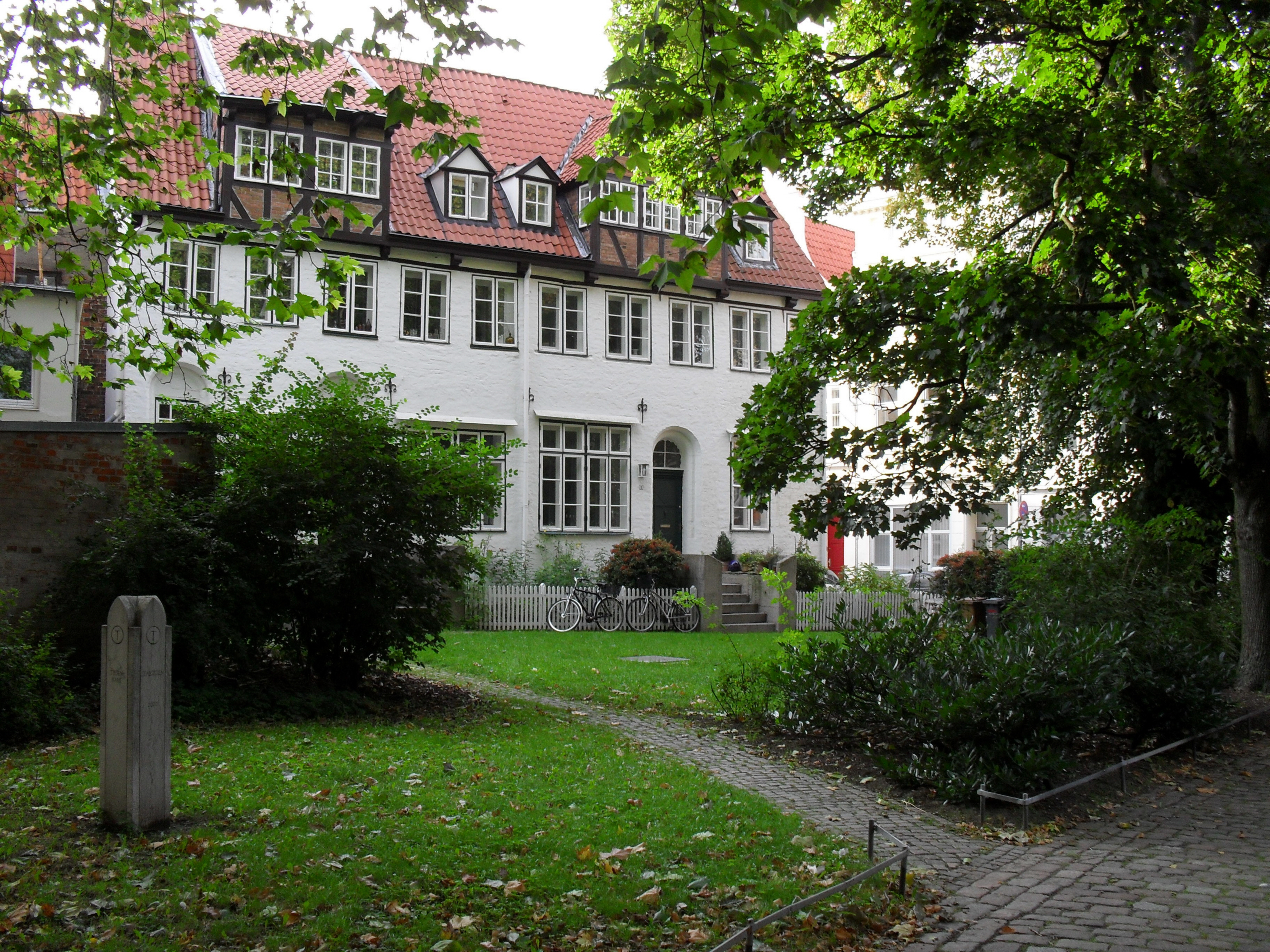
Werkmeisterwohnhaus am Aegidienkirchhof

### Katharinenkloster
Siehe Hauptartikel: Ehem. Katharinenkloster der Franziskaner mit der Katharinenkirche und deren Ausstattung sowie den weiteren Klosterräumlichkeiten im Katharineum zu Lübeck, der Stadtbibliothek und dem ehem. Werkmeister-Haus der Lübecker Katharinenkirche, Glockengießerstraße 2

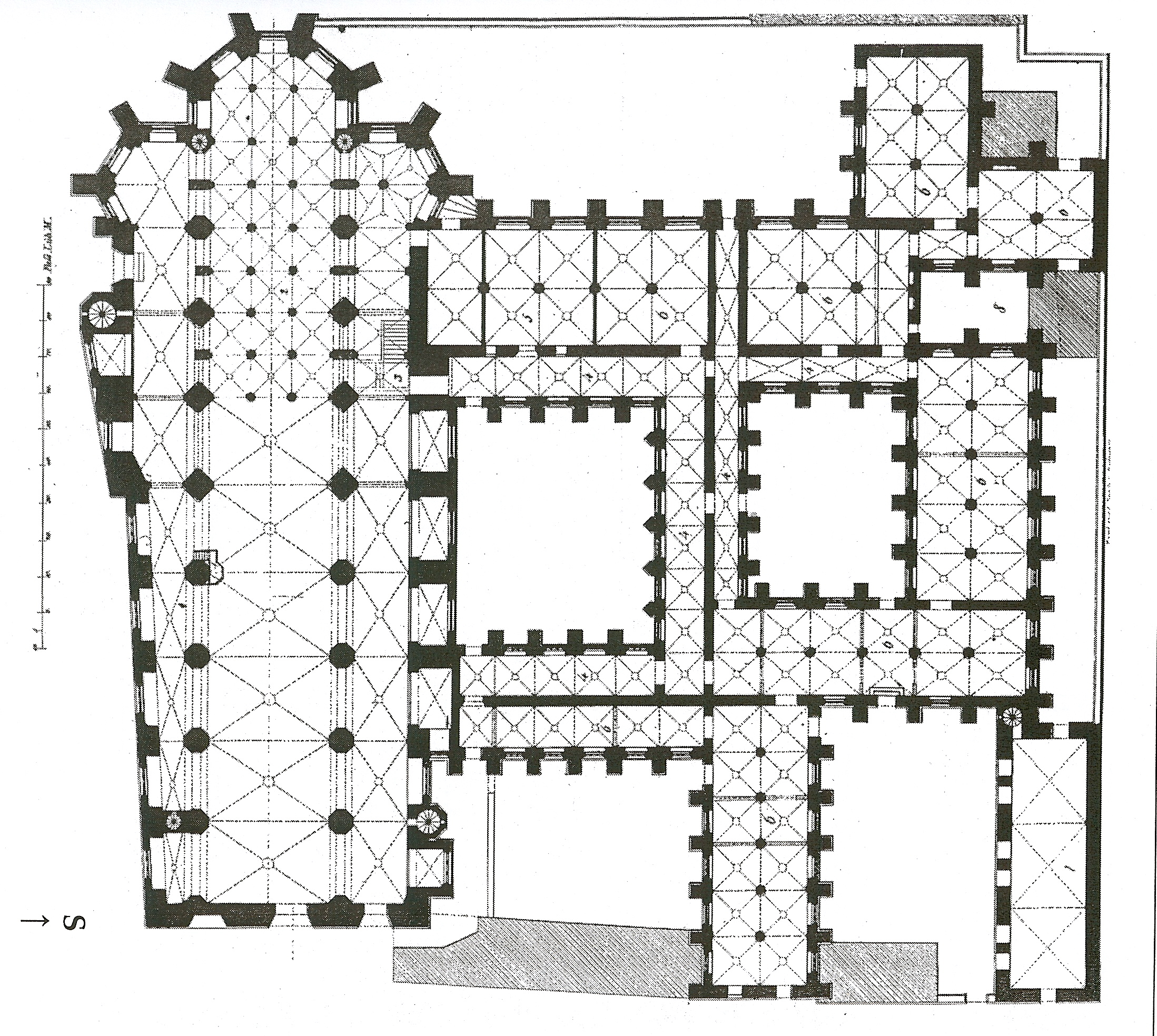
Grundriss Gesamtanlage (1832)
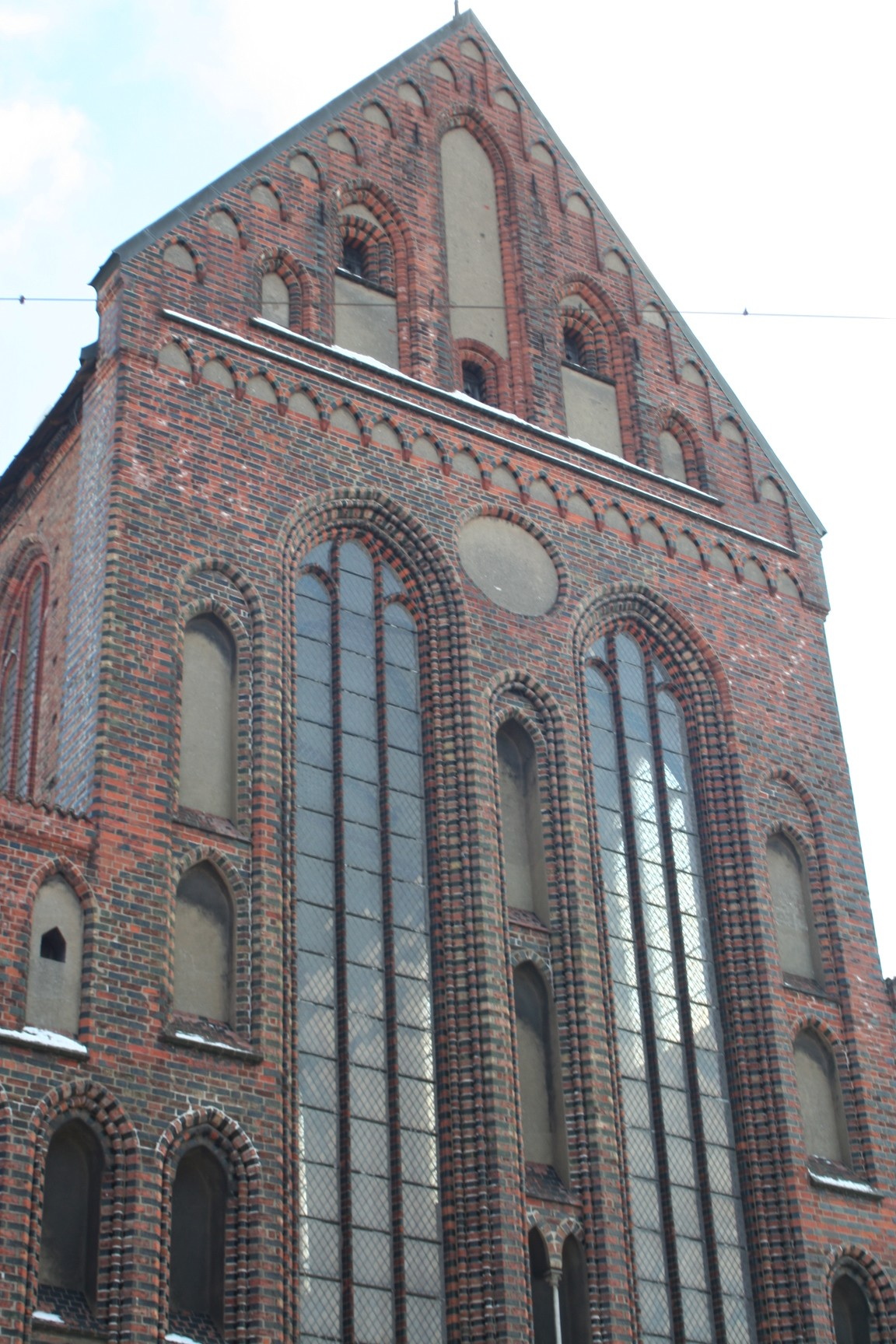
Westwerk der Katharinenkirche
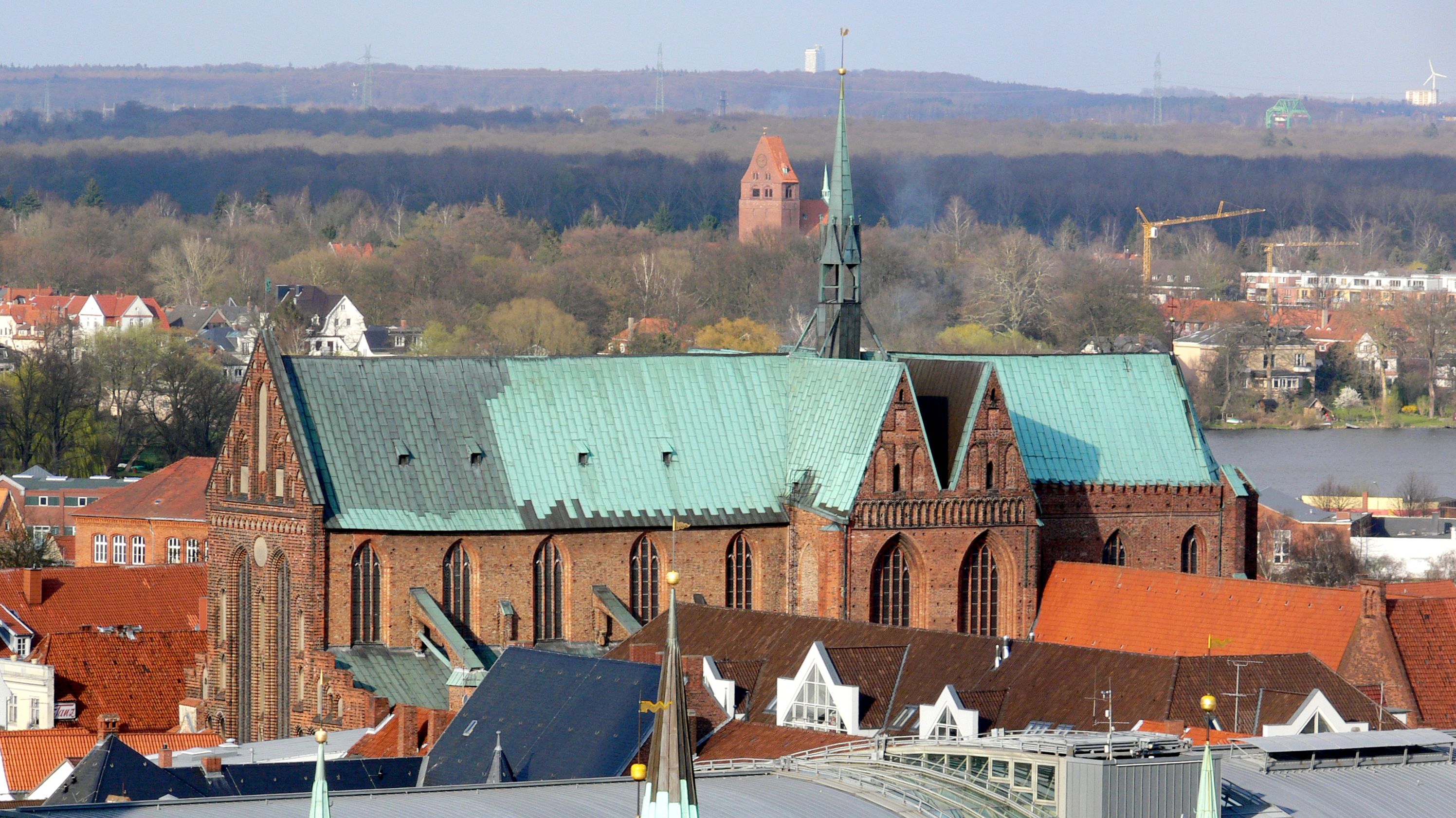
Nordseite
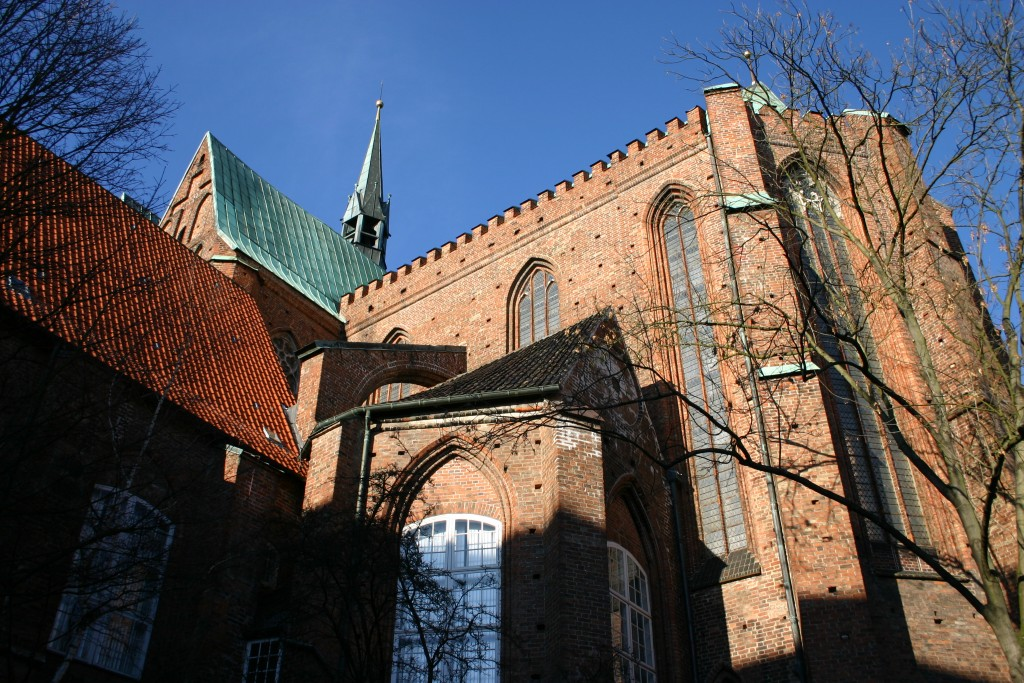
Chor aus Richtung Südosten
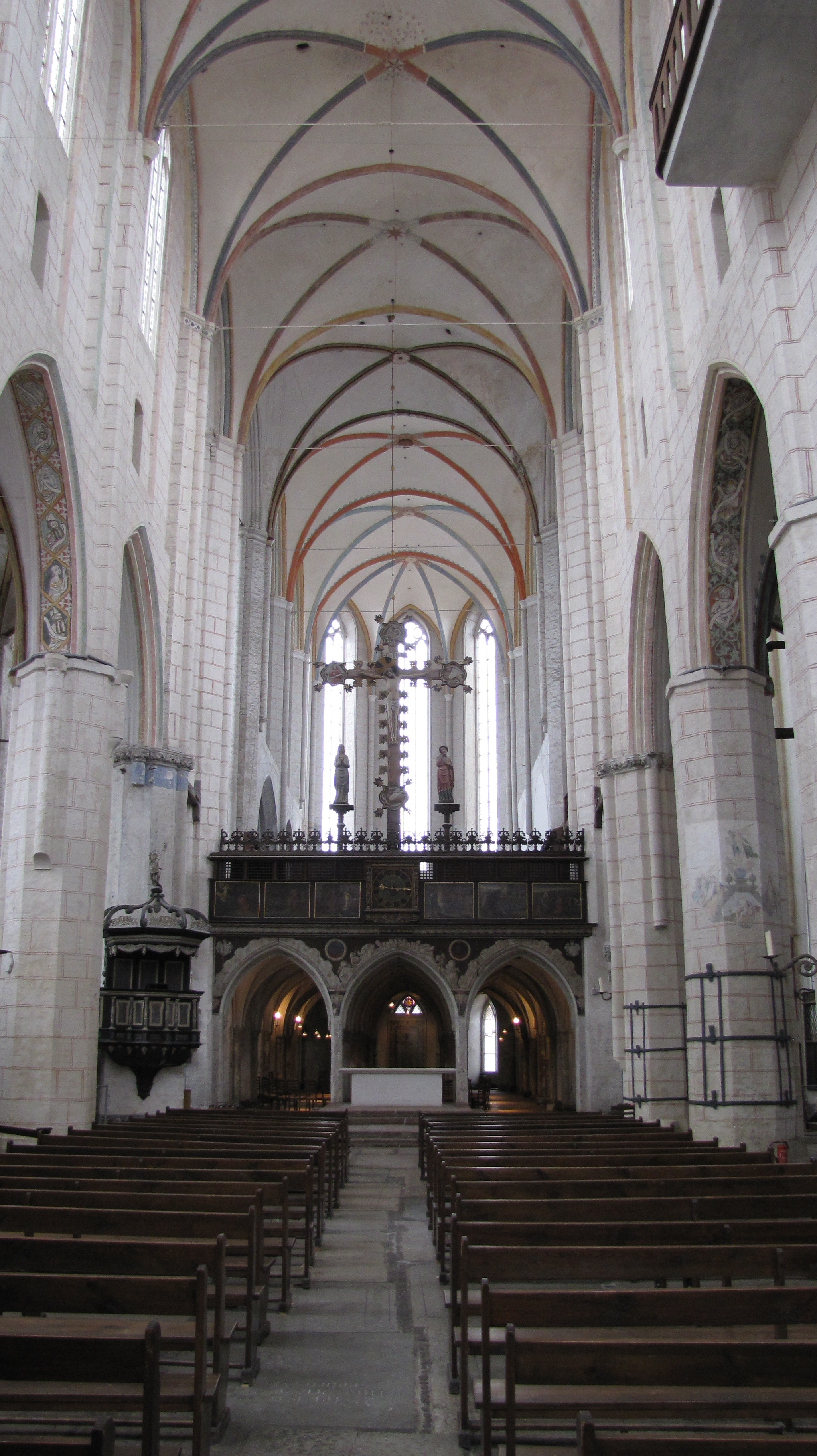
Innenraum nach Osten
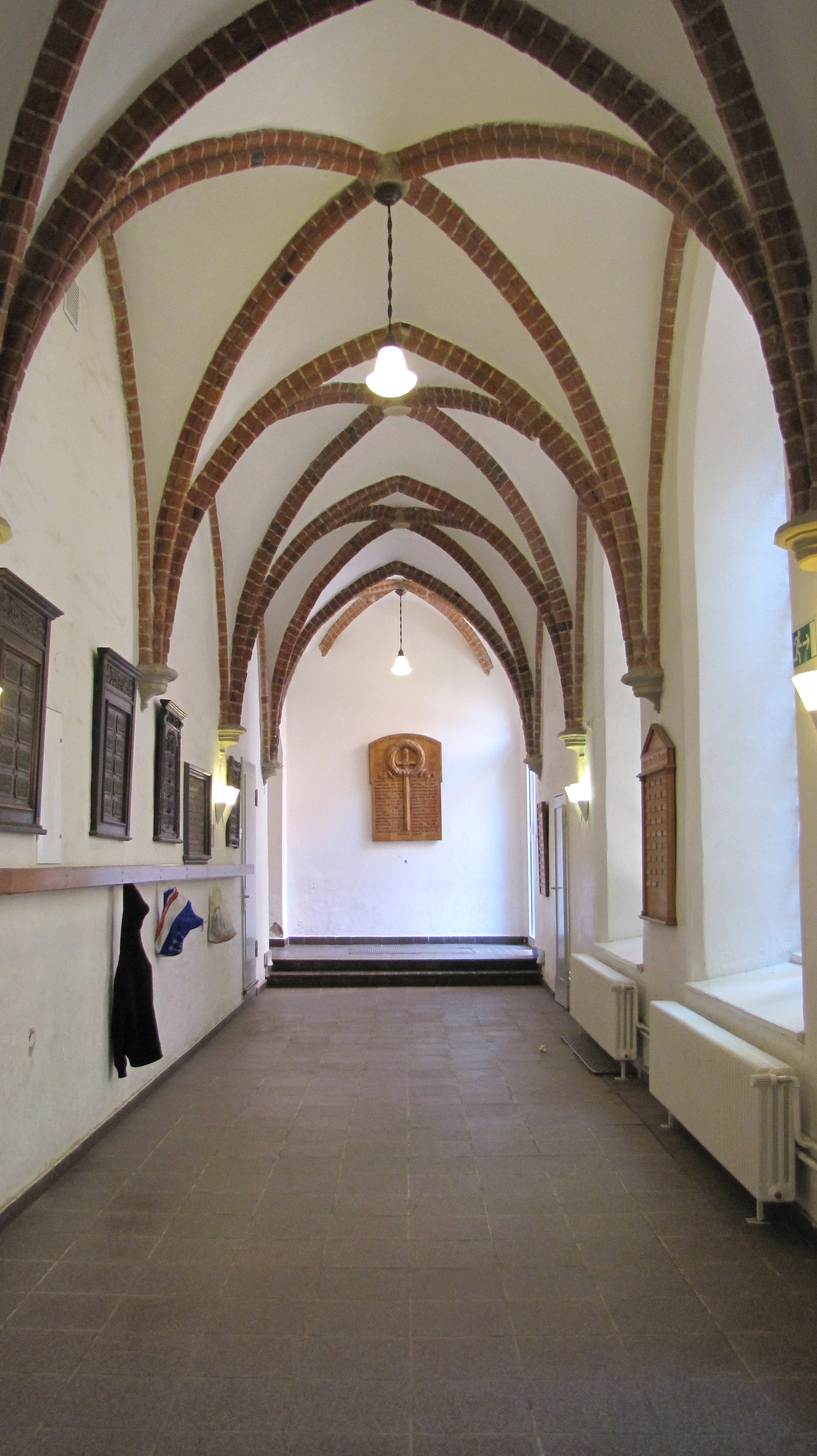
Kreuzgang im Katharineum
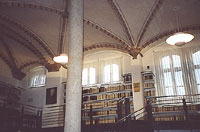
Mantelsaal in der Stadtbibliothek
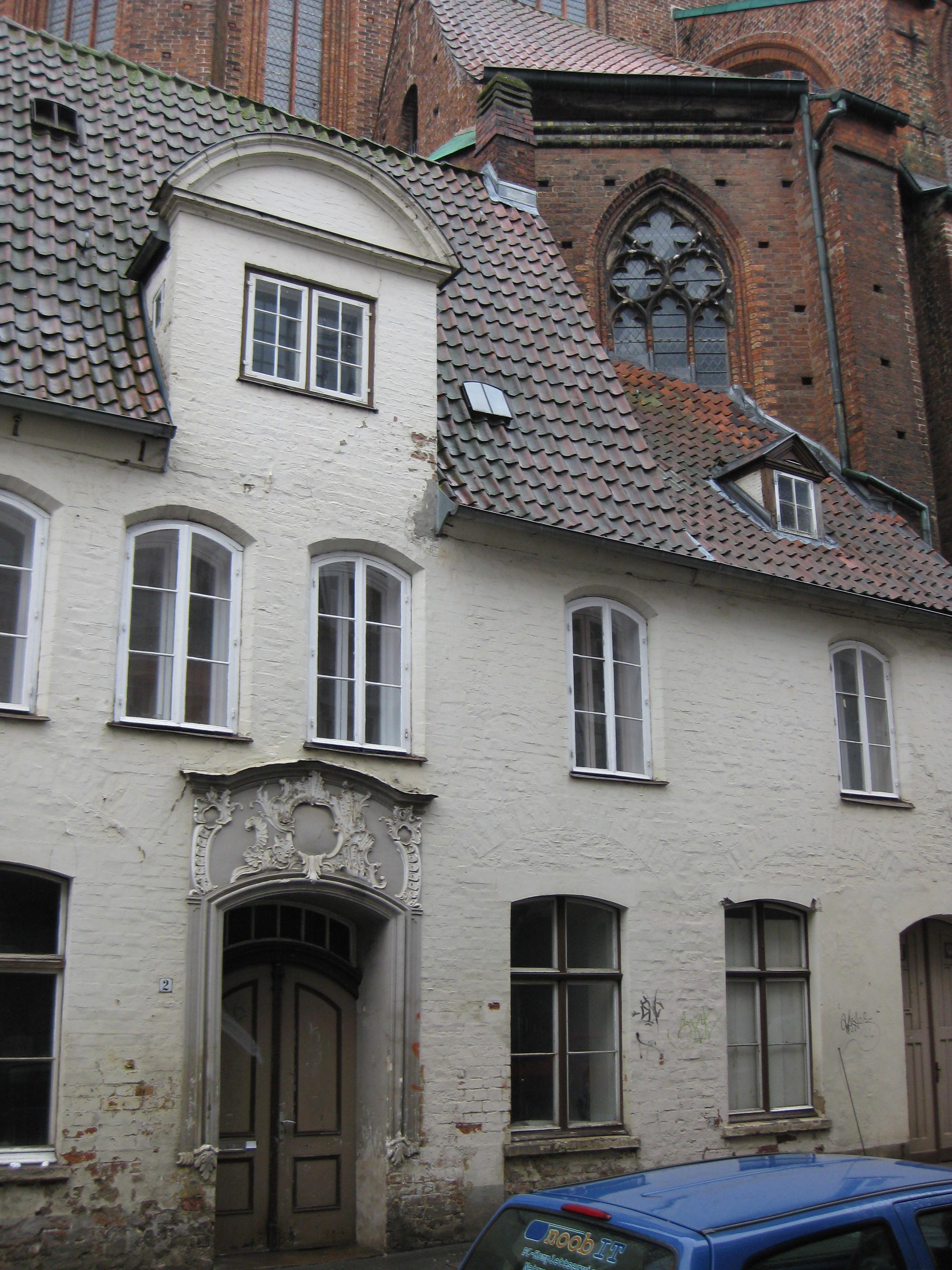
Werkmeisterwohnhaus

### Burgkloster
Siehe Hauptartikel: Ehem. Burgkloster der Dominikaner mit den Resten der Burgkirche

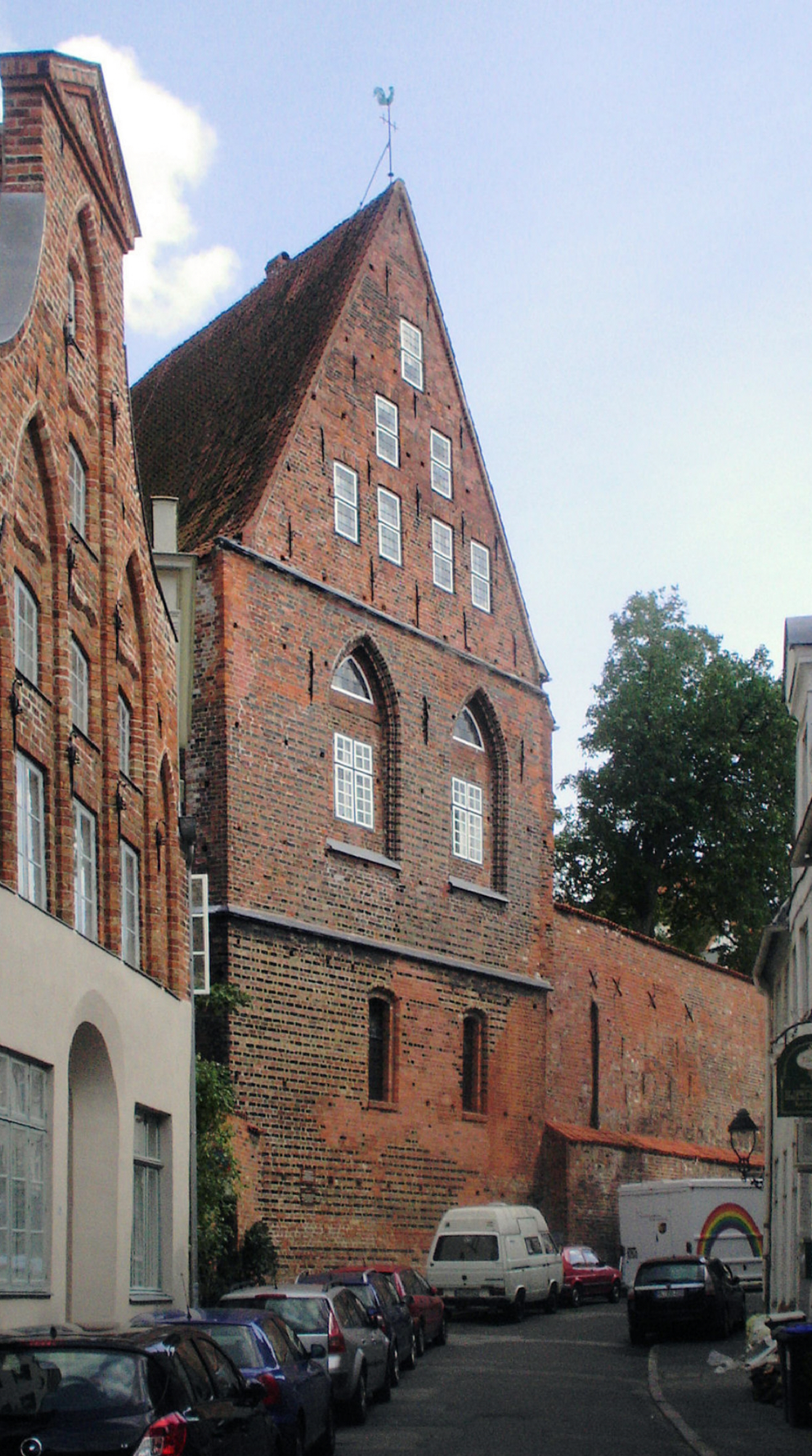
Burgkloster von der Alten Fähre aus
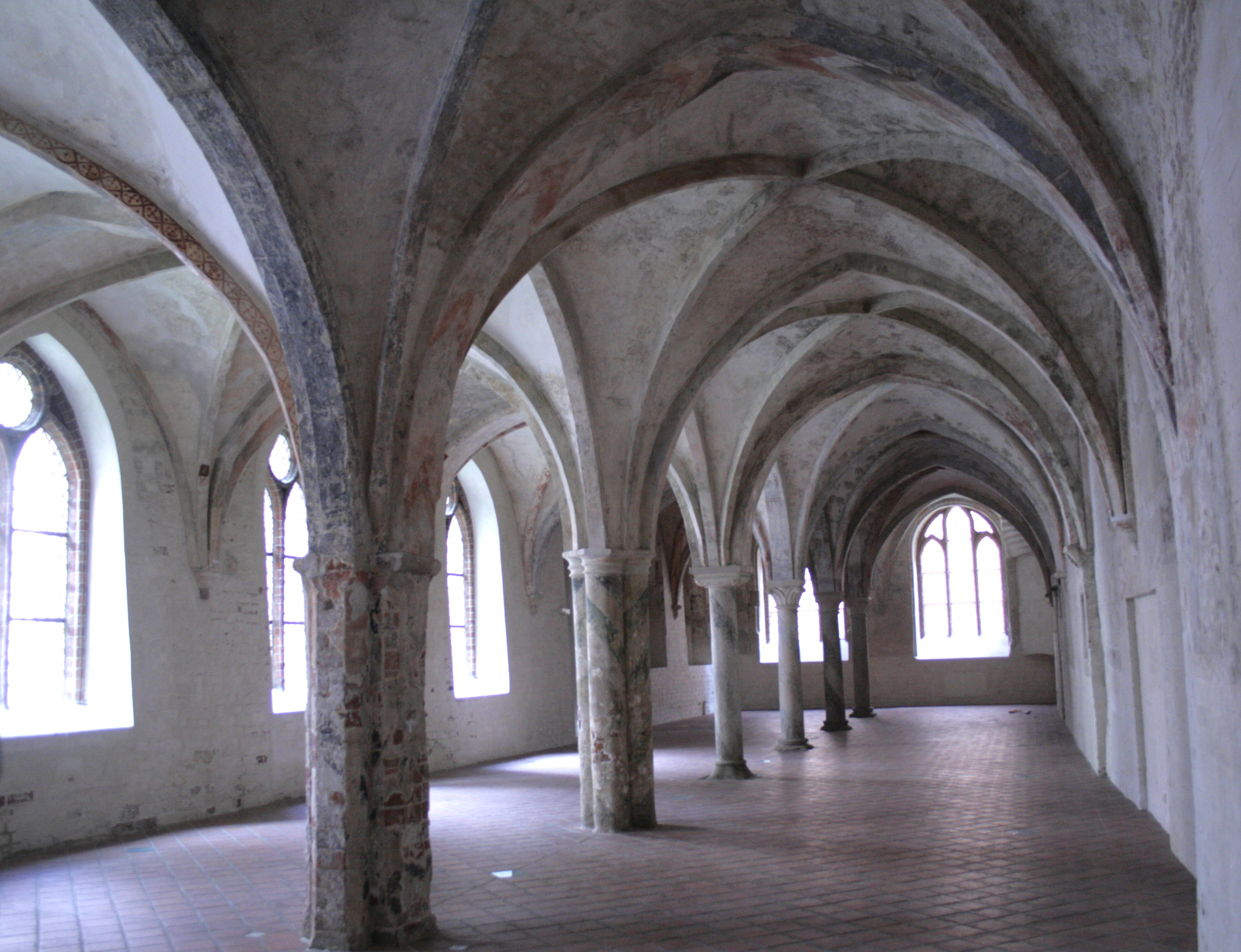
Halle

### St.-Annen-Kloster
Siehe Hauptartikel: Ehem. St.-Annen-Kloster der Augustinerinnen, heute Museum, mit den Resten der Klosterkirche und den Häusern An der Mauer 144, 144 a sowie der Düvekenstraße 1 – 19

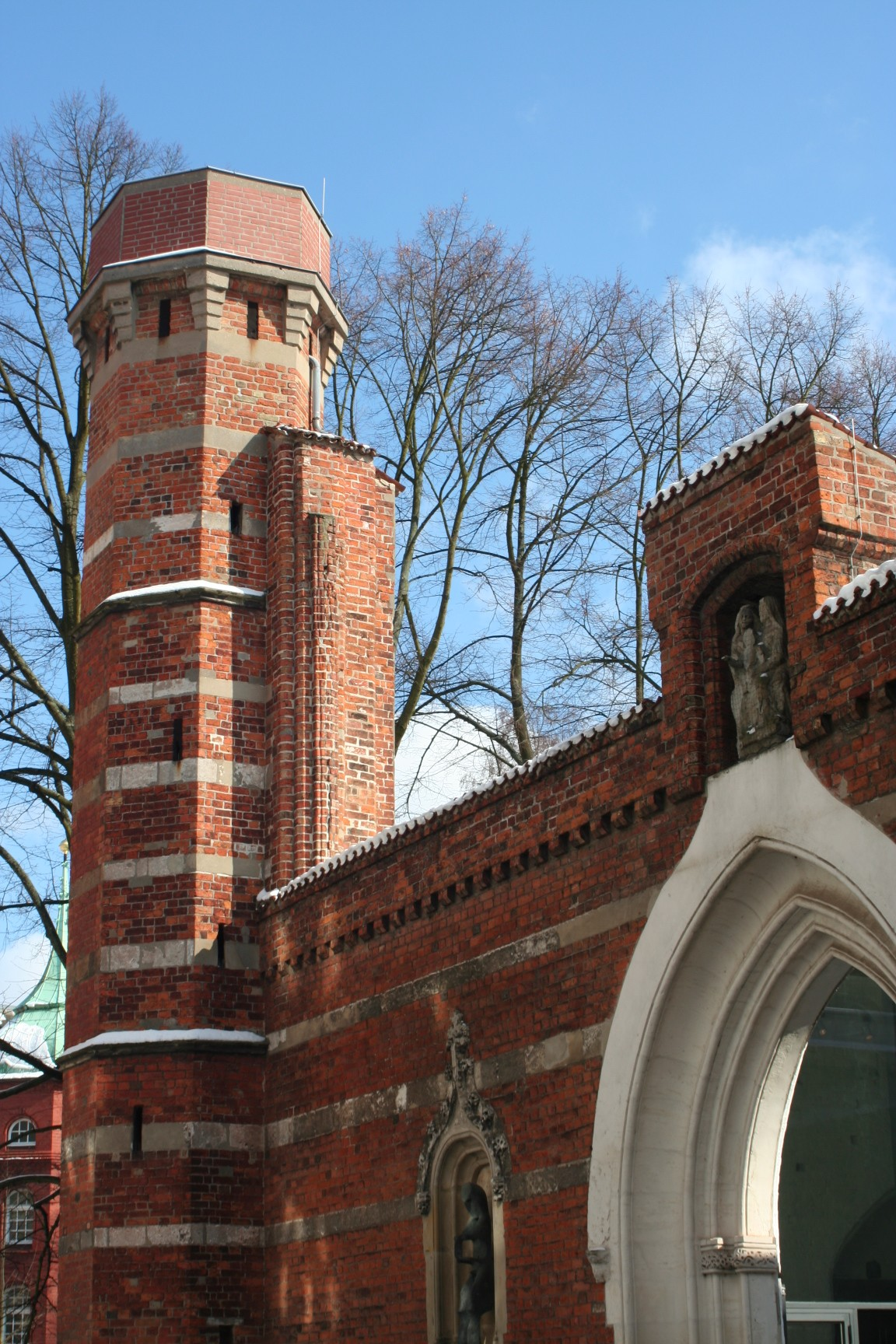
Reste der Klosterkirche
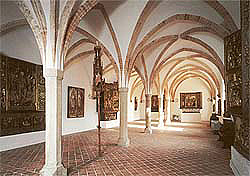
Innenansicht des Klosters
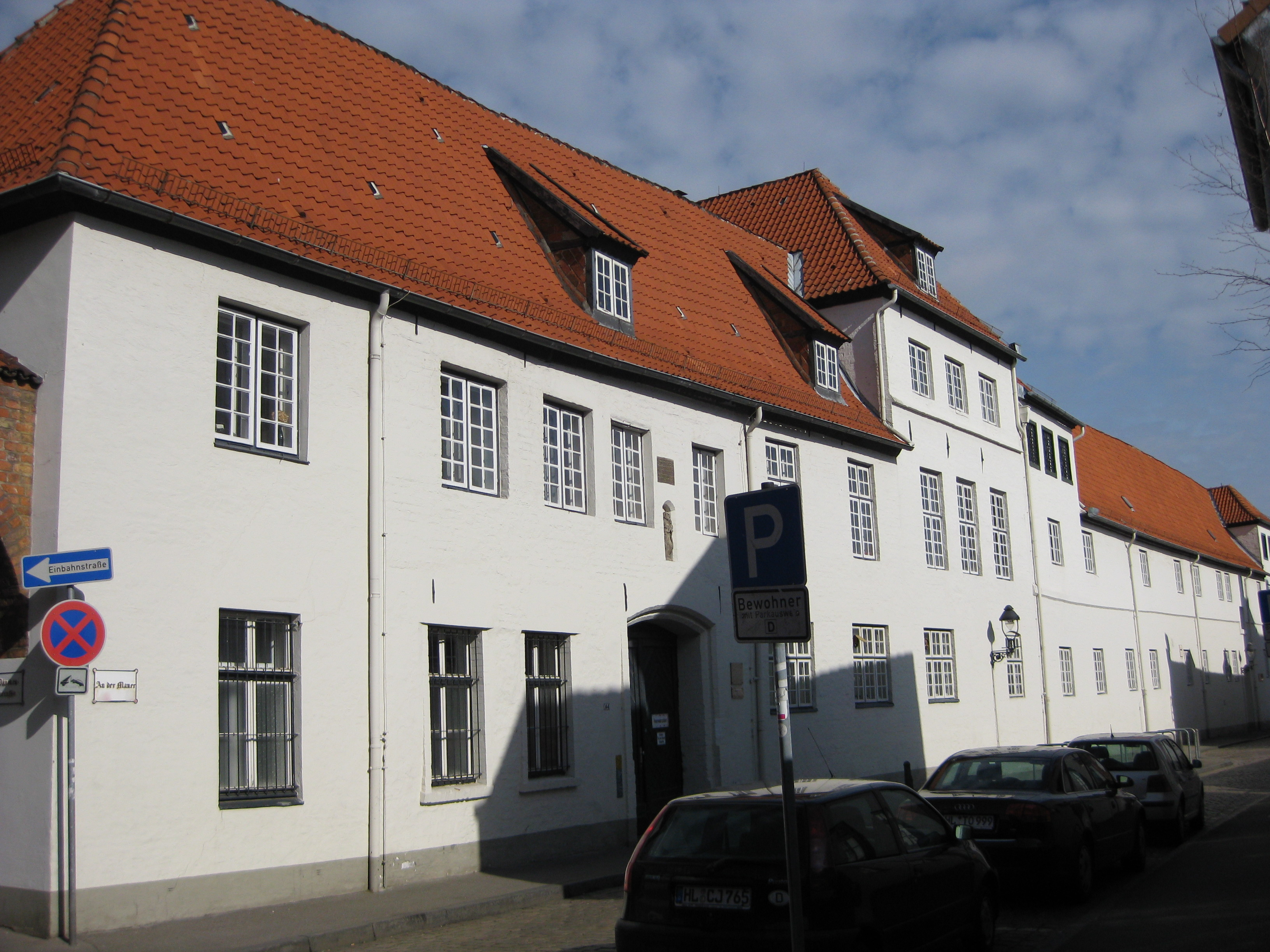
Rückseite An der Mauer
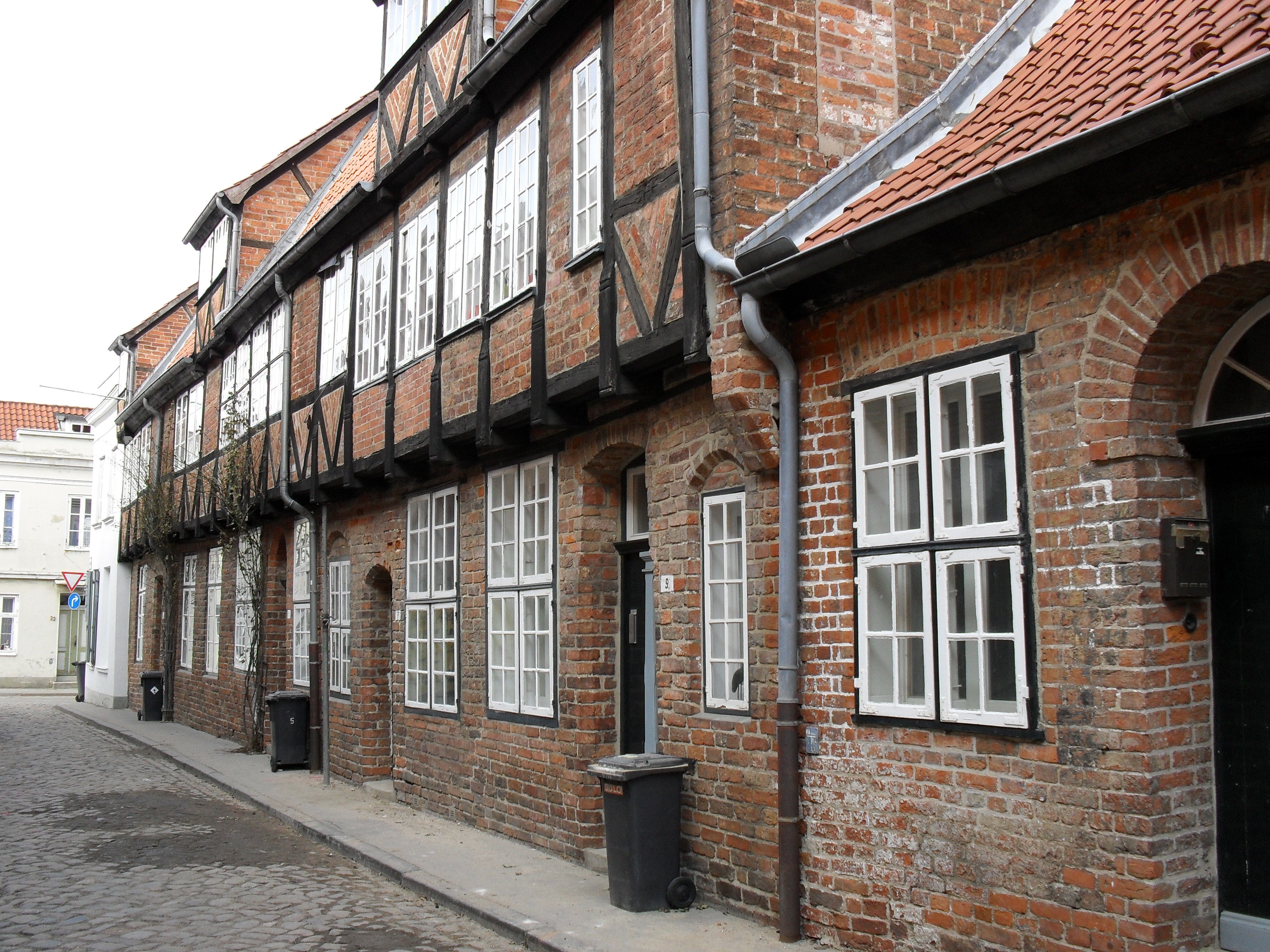
Düvekenstraße 1–9 (ungerade)

### St.-Johannis-Kloster
Siehe Hauptartikel: Ehem. St.-Johannis-Kloster, Refektorium heute vom Johanneum zu Lübeck genutzt

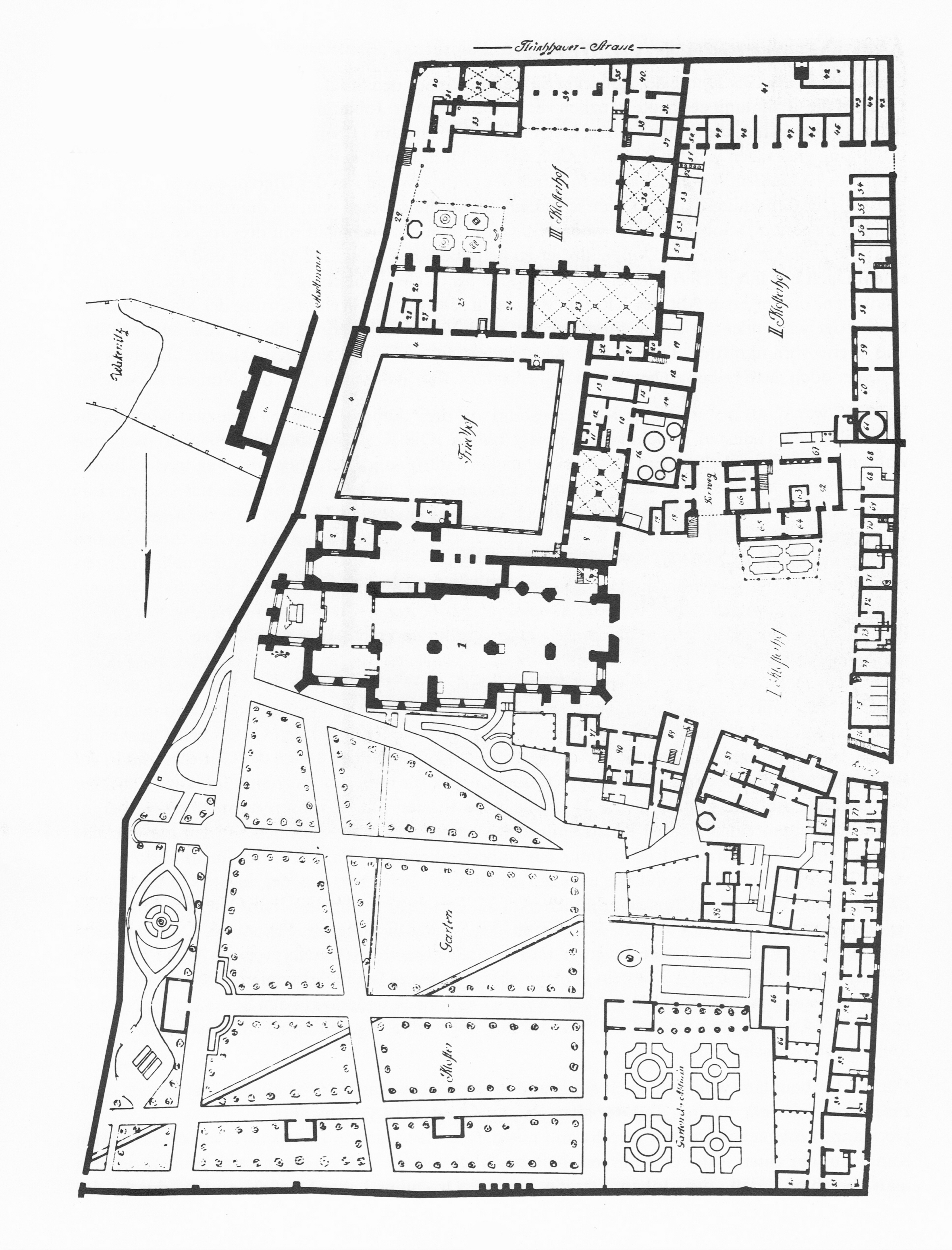
Grundriss Gesamtanlage (1805)
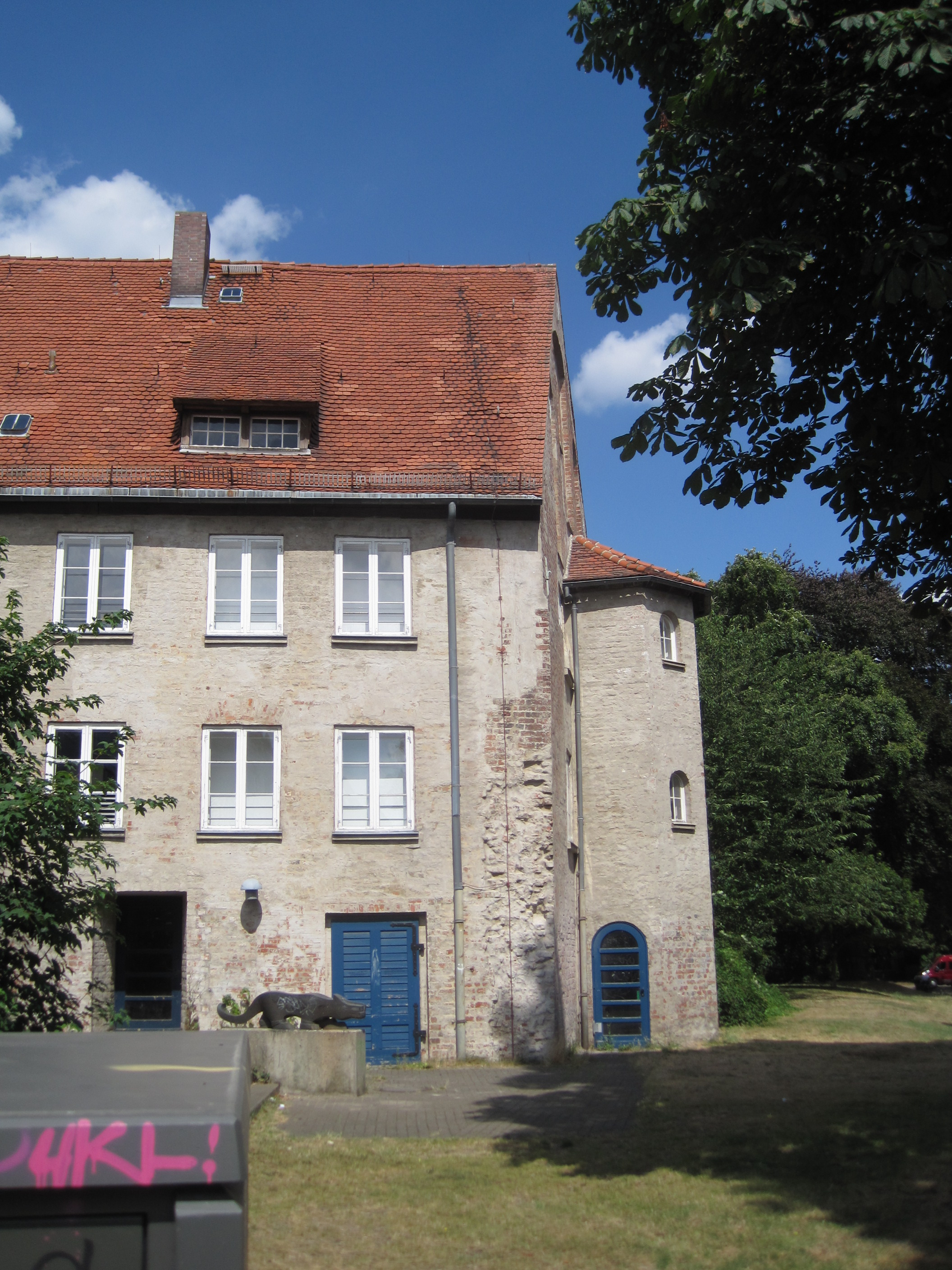
Refektorium

### Heiligen-Geist-Hospital
Siehe Hauptartikel: Heiligen-Geist-Hospital mit Ausstattung und Inspektorhaus

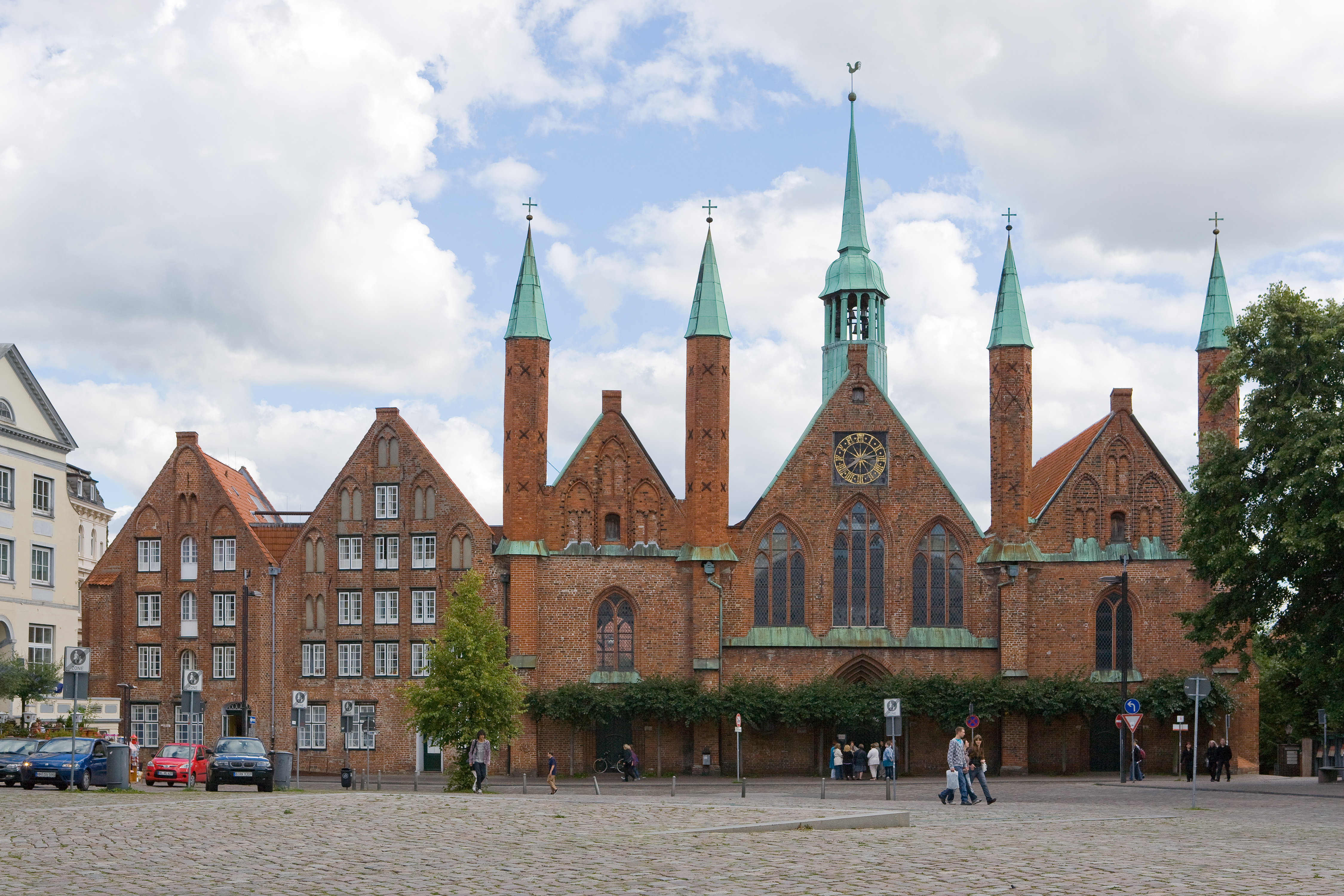
Westansicht
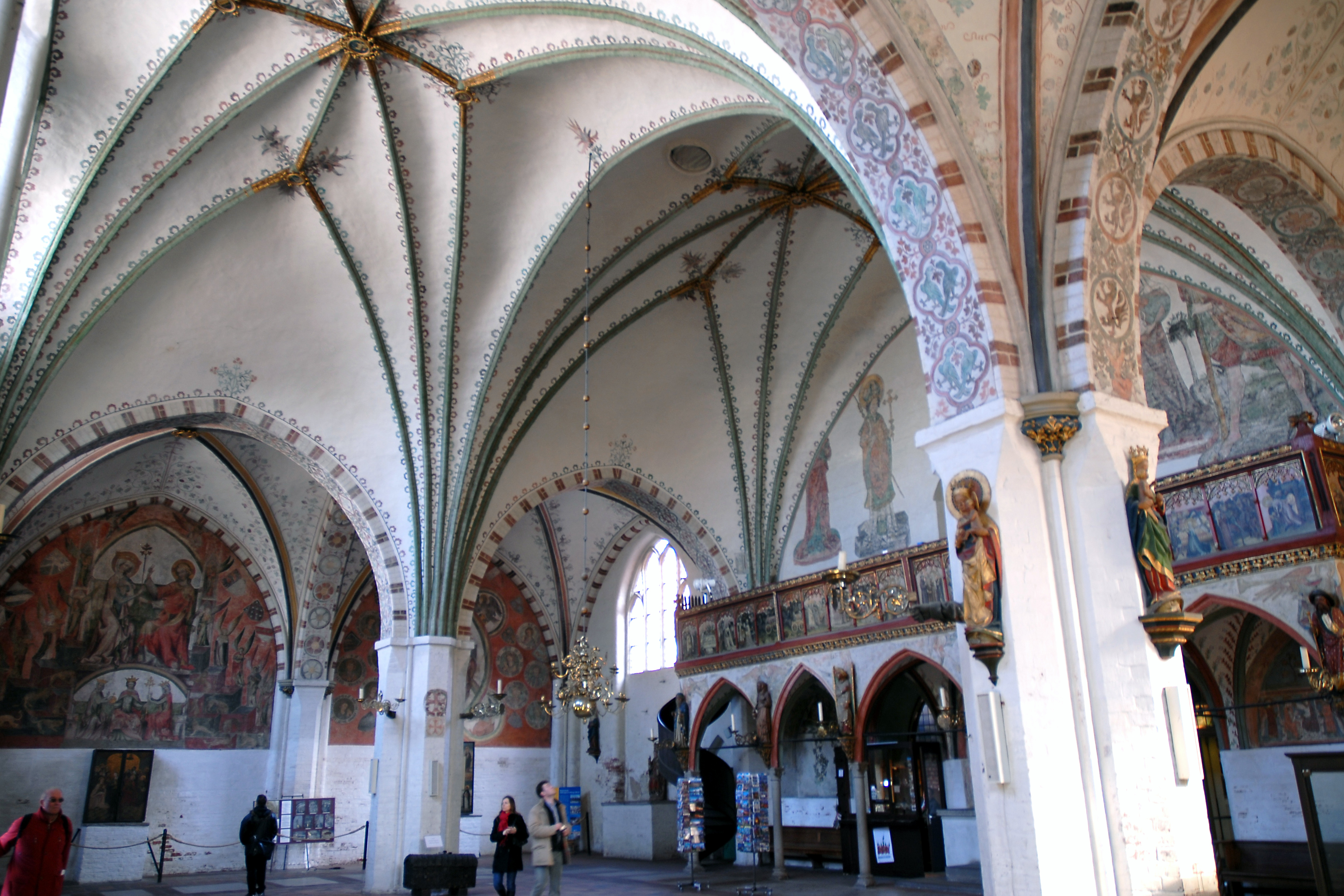
Querhalle (Kirche)
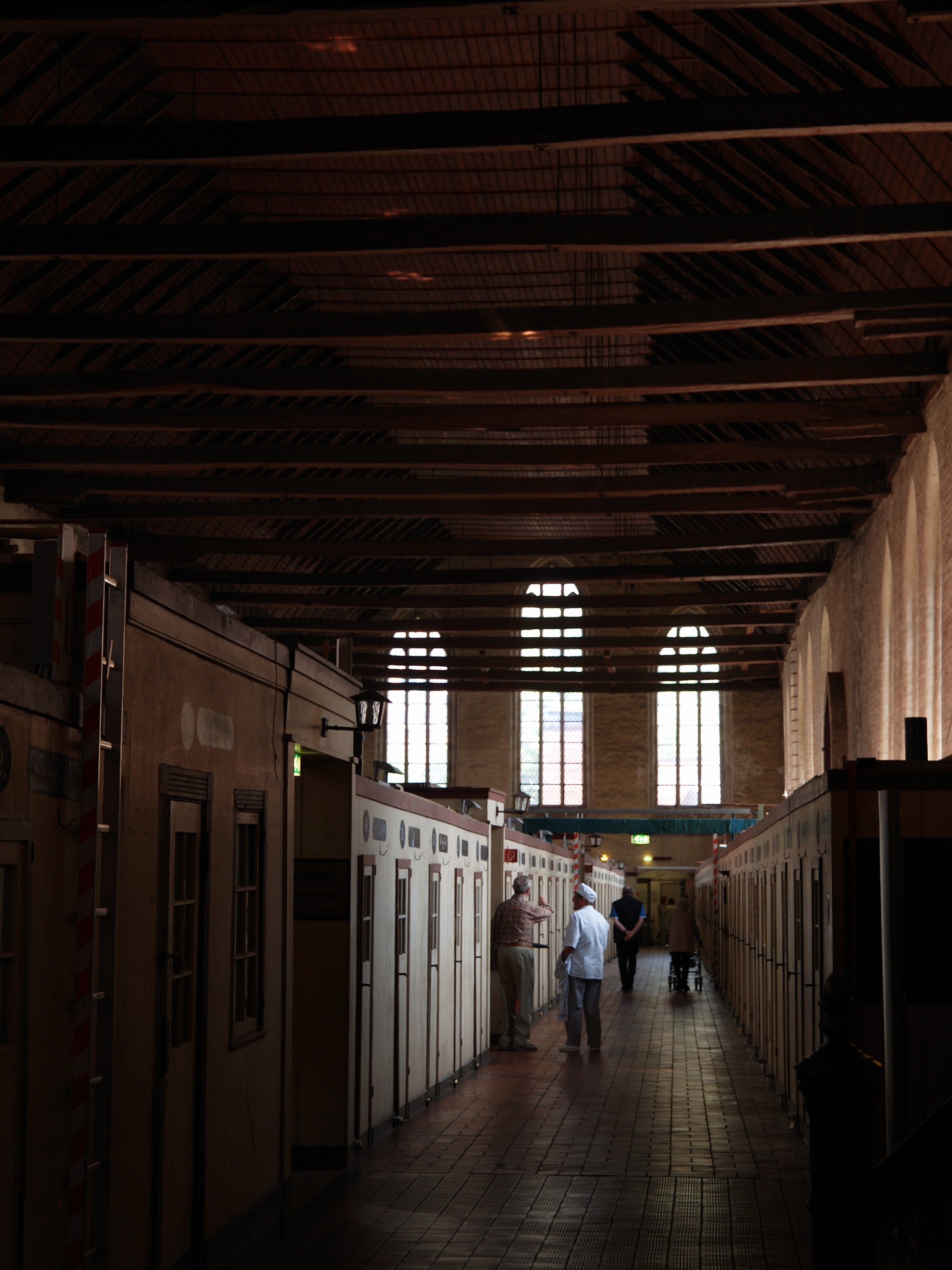
Langhaus nach Osten
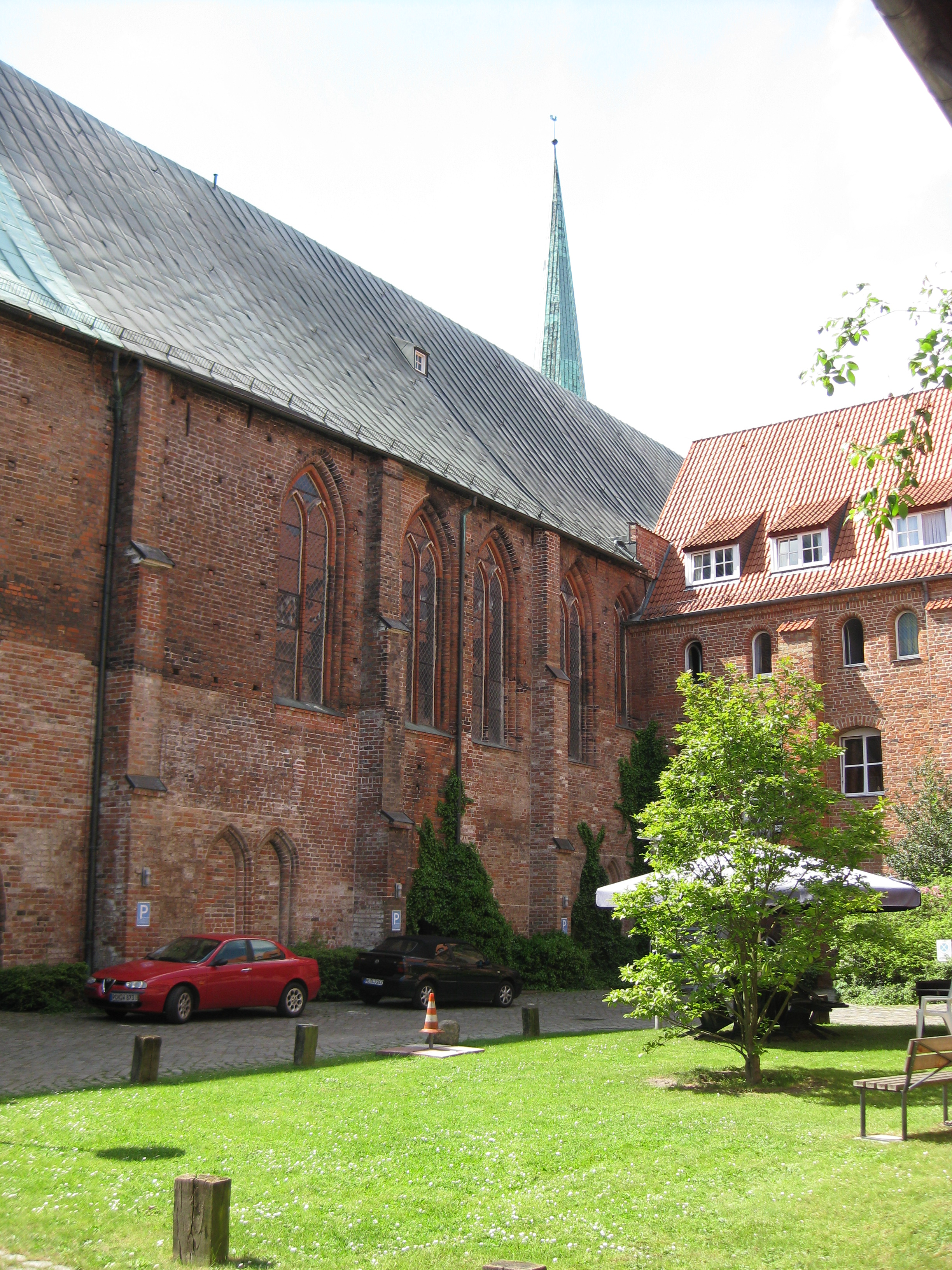
Nordseite des Langhauses im Wirtschaftshof des Hospitals

### Reformierte Kirche
Siehe Hauptartikel: Reformierte Kirche

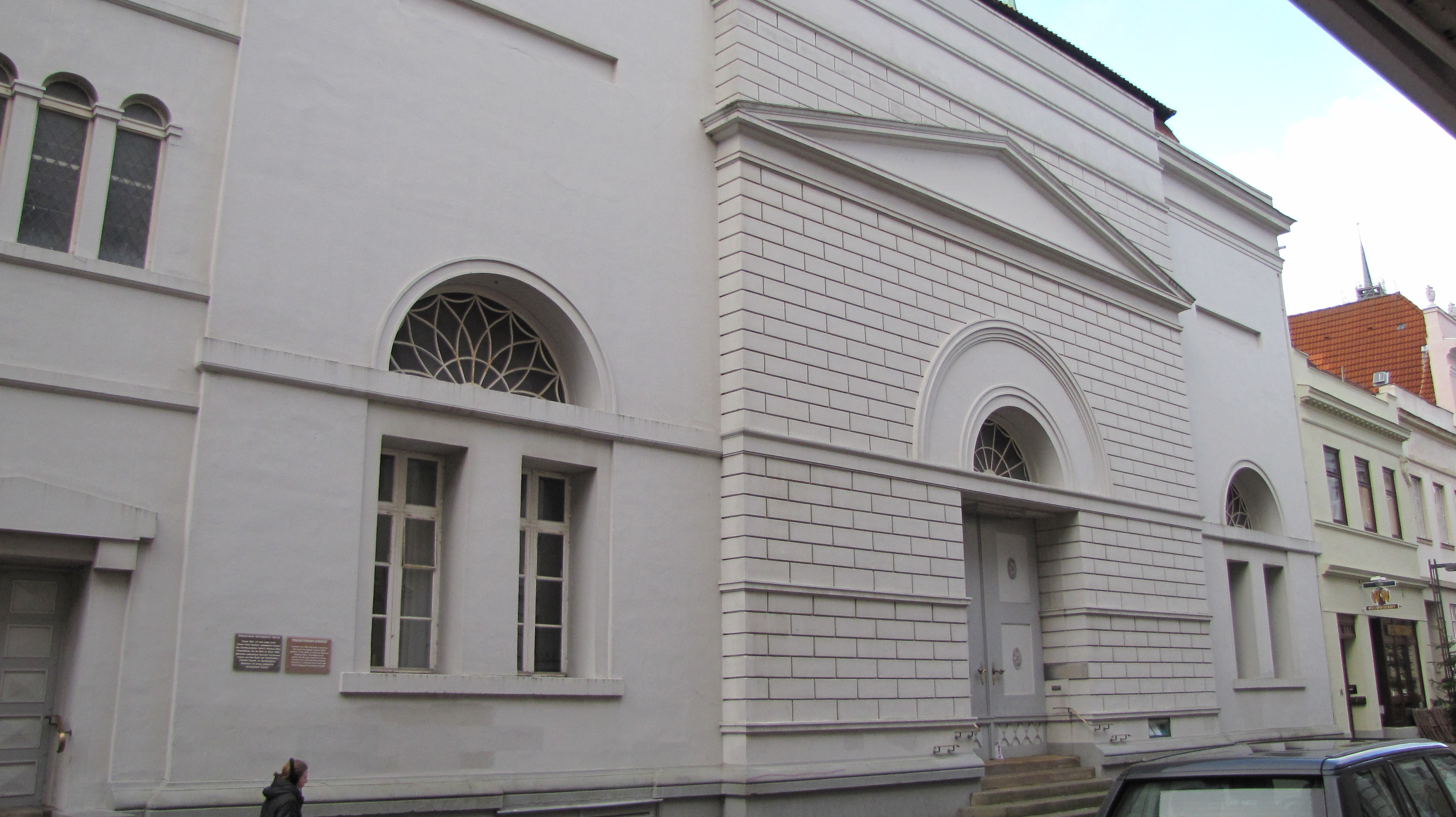
Fassade an der Königstraße
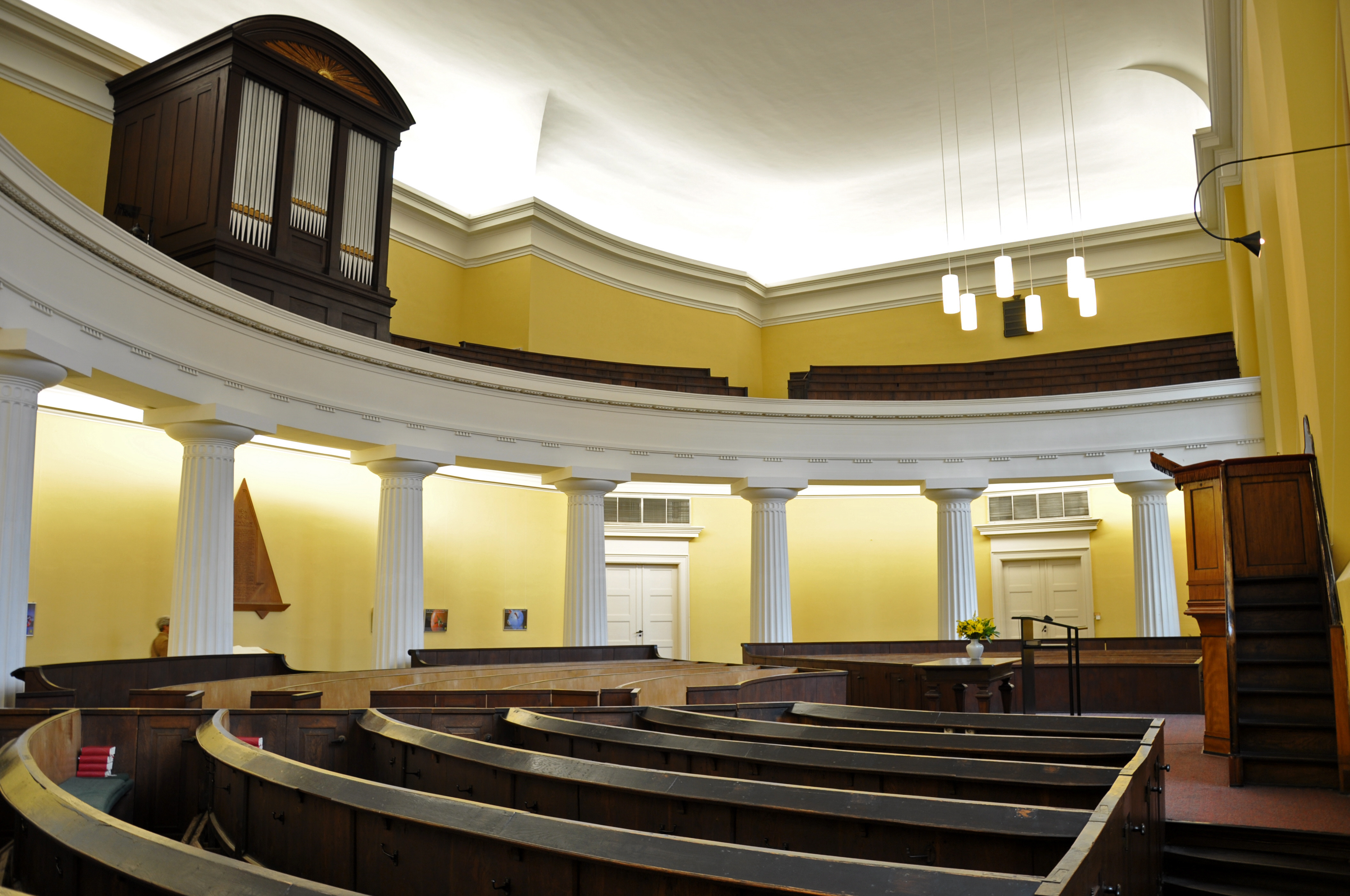
Innenansicht

### Propsteikirche Herz Jesu
Siehe Hauptartikel: Propsteikirche Herz Jesu

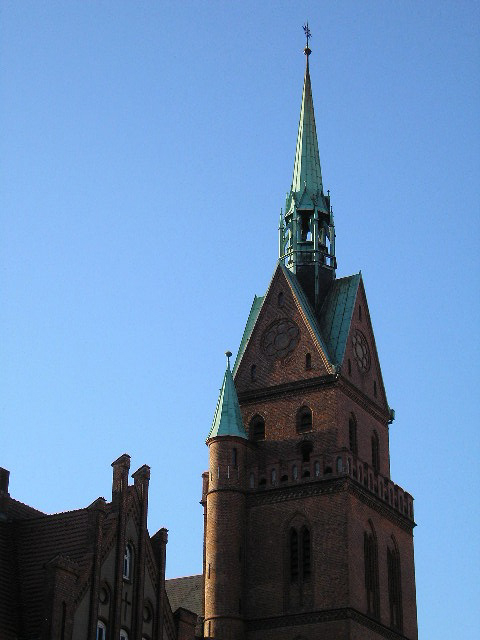
Turm
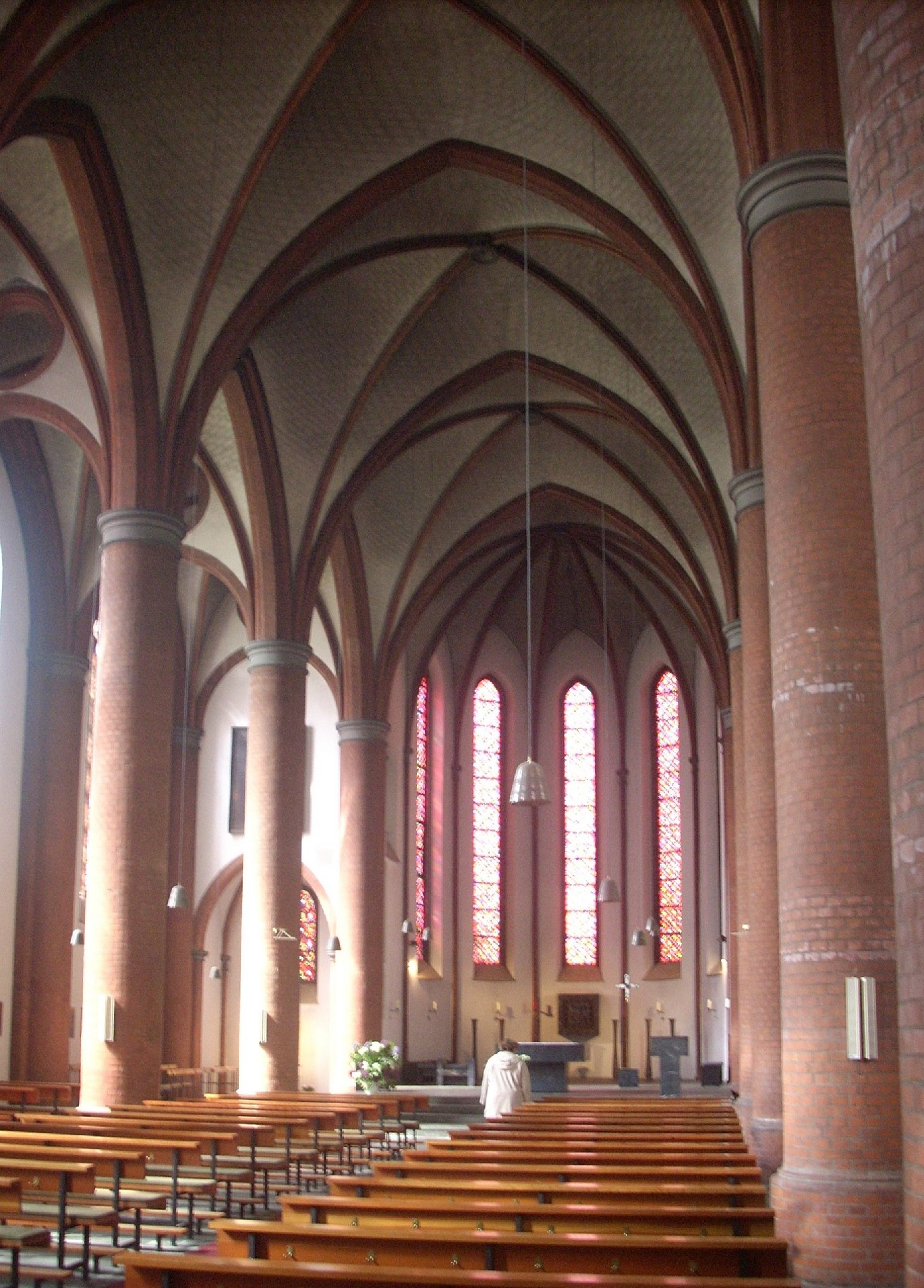
Innenansicht

## Stadtbefestigung
Siehe Hauptartikel: Lübecker Stadtbefestigung mit Resten der Lübecker Stadtmauer beim Burgtor, unterhalb der Hundestraße sowie An der Mauer 49 und 51; das Holstentor nebst Puppenbrücke, das Burgtor und das Kaisertor.

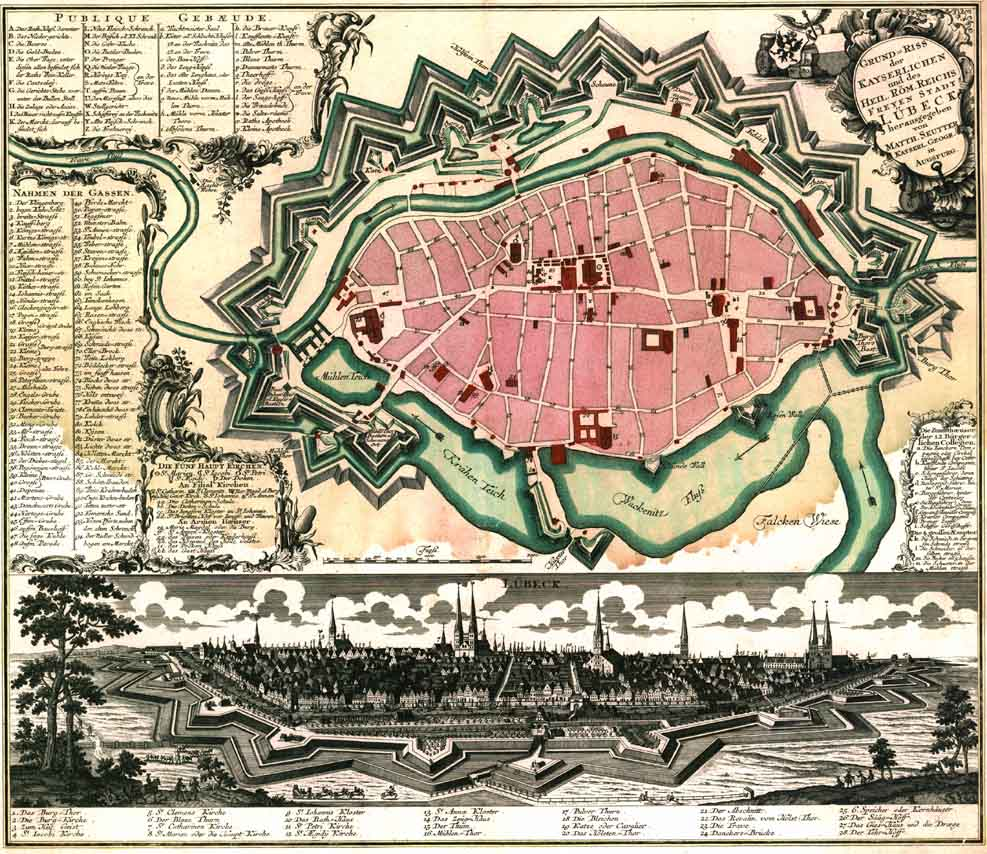
Grundriss Gesamtanlage (1750)

## Öffentliche Bauten

### Rathaus
Siehe Hauptartikel: Lübecker Rathaus nebst Ausstattung und mit Ratskeller zu Lübeck

### Kanzleigebäude
Siehe Hauptartikel: Kanzleigebäude

### Zeughaus
Siehe Hauptartikel: Zeughaus

### Marstall
Siehe Hauptartikel: Ehem. Marstall

### Salzspeicher
Siehe Hauptartikel: Salzspeicher

### Rossmühle
Siehe Hauptartikel: Ehem. Rossmühle, An der Obertrave 43

### Zöllnerhaus am Burgtor
Siehe Hauptartikel: Zöllnerhaus

### Schiffergesellschaft
Siehe Hauptartikel: Schiffergesellschaft mit Ausstattung

### Altes Gerichtsgebäude in der Großen Burgstraße
Altes Gerichtsgebäude, Große Burgstraße 4–14

### Ehemalige Reichsbankfiliale
Reichsbankgebäude, später Katasteramt und heute Universitätsgebäude, Königstraße 42

### Stadttheater
Siehe Hauptartikel: Theater Lübeck, Beckergrube 10–14

### Stadtbibliothek
Siehe Hauptartikel: Stadtbibliothek, Hundestraße 5–7

### Prahl-Denkmal
Siehe Hauptartikel: Prahl-Denkmal in den Lübecker Wallanlagen

## Konvente und Stiftshöfe
- von Dornes Hof, Schlumacherstraße 15–23
- Ilhorn-Stift, Glockengießerstraße 39
- Bruskows Gang, Wahmstraße 47–51
- Krusen-Hof, Engelsgrube 26
- Segebergs Armenhaus, Dr.-Julius-Leber-Straße 67
- Glandorps Hof, Glockengießerstraße 45–53
- Glandorps Gang, Glockengießerstraße 41–43
- Zöllners Hof, Depenau 10–12
- Füchtings Hof, Glockengießerstraße 23–27 mit Ausstattung des Vorsteherzimmers
- v. Höveln Gang, Hundestraße 55–59
- Haasenhof, Dr.-Julius-Leber-Straße 37/39
- v.-Wickede-Stift, Glockengießerstraße 8
- Birgittenhof (Stadthof des Klosters Marienwohlde), Wahmstraße 78
- Till Gercken- oder Agnetenstift, Dr.-Julius-Leber-Straße 78

## Kulturdenkmale nach Straßen
- Straßen mit Anfangsbuchstaben A–D
- Straßen mit Anfangsbuchstaben E–G
- Straßen mit Anfangsbuchstaben H–L
- Straßen mit Anfangsbuchstaben M–Z